# Zmiany nazw ulic i placów w Łodzi

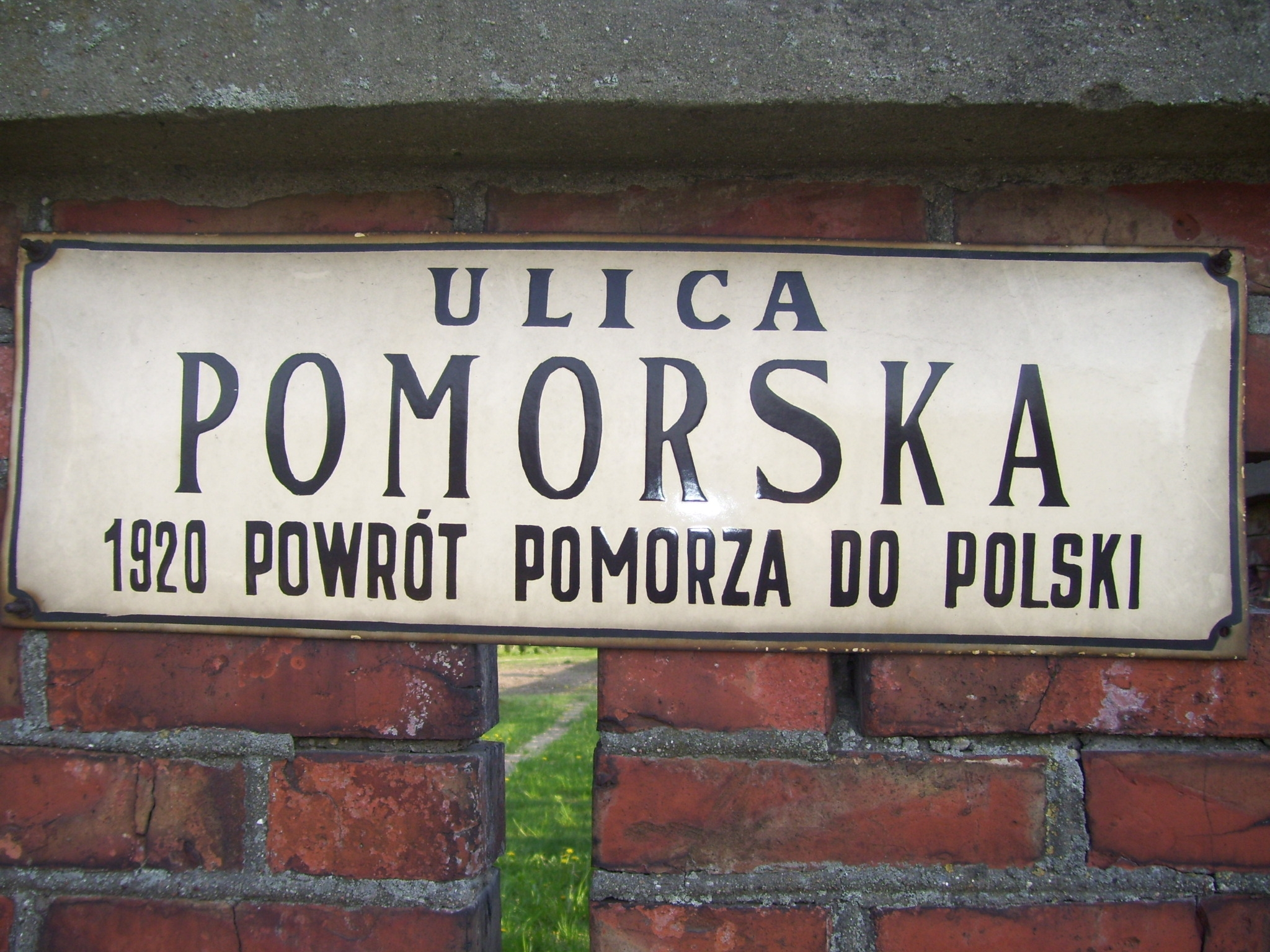
Ulica Pomorska. W okresie PRL-u – Marcelego Nowotki, a w czasie wojny – Friedrichstraße

Zmiany nazw ulic i placów w Łodzi – działania władz miasta Łodzi, mające na celu zmianę nazw i patronów miejskich ulic i placów. Takie zmiany są poczynane z powodów politycznych, społecznych, geograficznych, językowych, bądź też technicznych, na przestrzeni wielu lat istnienia miasta.  
Od 1867 roku wszystkie nazwy i numeracja posesji są uregulowane prawnie, zastępując nazewnictwo zwyczajowe, natomiast od 2005 roku stanowią także część łódzkiego Systemu Informacji Miejskiej.
Decyzje o zmianach nazw na ogół nie są przyjmowane entuzjastycznie przez społeczeństwo, z uwagi na m.in. poglądy polityczne, adaptację, czy koszty finansowe, gdyż obywatele muszą się liczyć z wymianą dokumentów, a w przypadku firm – wizytówek, reklam, grafik, wzorów umów czy druków firmowych.

## XX wiek
Działania magistratu w XX wieku były okresem największej aktywności w tym zakresie. Zmian dokonywano nawet masowo, wskutek różnorakich zawirowań politycznych. Szczególnymi momentami sprzyjającymi zmianom były:
- okres I wojny światowej – po zajęciu miasta przez wojska niemieckie, okupanci wprowadzili nazewnictwo w języku niemieckim,
- okres międzywojenny – przywracano nazwy polskie, jak i upamiętniano znane postaci,
- okres II wojny światowej i ponownej okupacji niemieckiej – wszystkie nazwy zmienione zostały na niemieckie pisane gotykiem, czasem tylko z zachowaniem ich pierwotnego znaczenia,
- okres Polski Ludowej – zmiany były związane z utrwalaniem władzy socjalistycznej,
- pierwsze lata w III Rzeczypospolitej, po transformacji ustrojowej w 1989 roku – w ramach pierwszej dekomunizacji ponownie przywracano stare nazwy, w wielu przypadkach przedwojenne; zmiany najczęściej dotyczyły nazw upamiętniających postaci związane z ruchem robotniczym.

## XXI wiek

### Zmiany w 2007 roku
Proces zmian w nazewnictwie ulic w XXI wieku, choć już nie na tak wielką skalę jak w poprzednim wieku, wciąż jest kontynuowany. Świadczą o tym choćby decyzje radnych miasta z roku 2007, kiedy to przemianowano:
- część al. Włókniarzy na al. Jana Pawła II (od ul. Pabianickiej do al. Adama Mickiewicza),
- fragment ul. Spornej na bł. Anastazego Pankiewicza,
- całą al. Przyjaźni, dzieląc ją na dwie ulice: ks. Zdzisława Wujaka (od ul. Aleksandra Puszkina do ul. Augustów) i św. Brata Alberta Chmielowskiego (od ul. Aleksandra Puszkina do ul. Widzewskiej).

### Zmiany w 2018 roku – druga dekomunizacja
Znaczne zmiany w nazewnictwie, wprowadzone 1 stycznia 2018 roku na podstawie zarządzeń zastępczych wojewody łódzkiego Zbigniewa Raua, narzuciła Ustawa o zakazie propagowania komunizmu lub innego ustroju totalitarnego przez nazwy jednostek organizacyjnych, jednostek pomocniczych gminy, budowli, obiektów i urządzeń użyteczności publicznej oraz pomniki. Zmienione zostały wtedy nazwy 27 ulic i jednego placu.
5 stycznia tegoż roku Rada Miejska w Łodzi uchwałą przywróciła placowi Zwycięstwa wcześniej obowiązującą nazwę, zaznaczając jednocześnie, że nazwa ta odnosi się odtąd do wygrania wojny polsko-bolszewickiej, a nie do zwycięstwa nad faszyzmem hitlerowskim.
Wydarzenia te stanowiły szeroko opisywany w ogólnopolskich mediach konflikt polityczno-społeczny pomiędzy działaczami Prawa i Sprawiedliwości i opozycjonistami tej partii.

## Moratorium z 2008 roku
9 kwietnia 2008 roku Rada Miejska w Łodzi uchwałą nr XXX/0586/08 w sprawie nazewnictwa ulic, placów i parków przyjęła moratorium na wprowadzanie zmian już istniejących nazw. Tą samą uchwałą, wprowadzone zostały:
- zasada nienazywania nowych ulic, placów i parków nazwiskami osób zmarłych w okresie do jednego roku od daty ich śmierci,
- zasada nienadawania nowym ulicom, placom i parkom nazw o znaczeniu, pisowni lub brzmieniu podobnym do nazw w Łodzi już istniejących.

## Najstarsze ulice w Łodzi

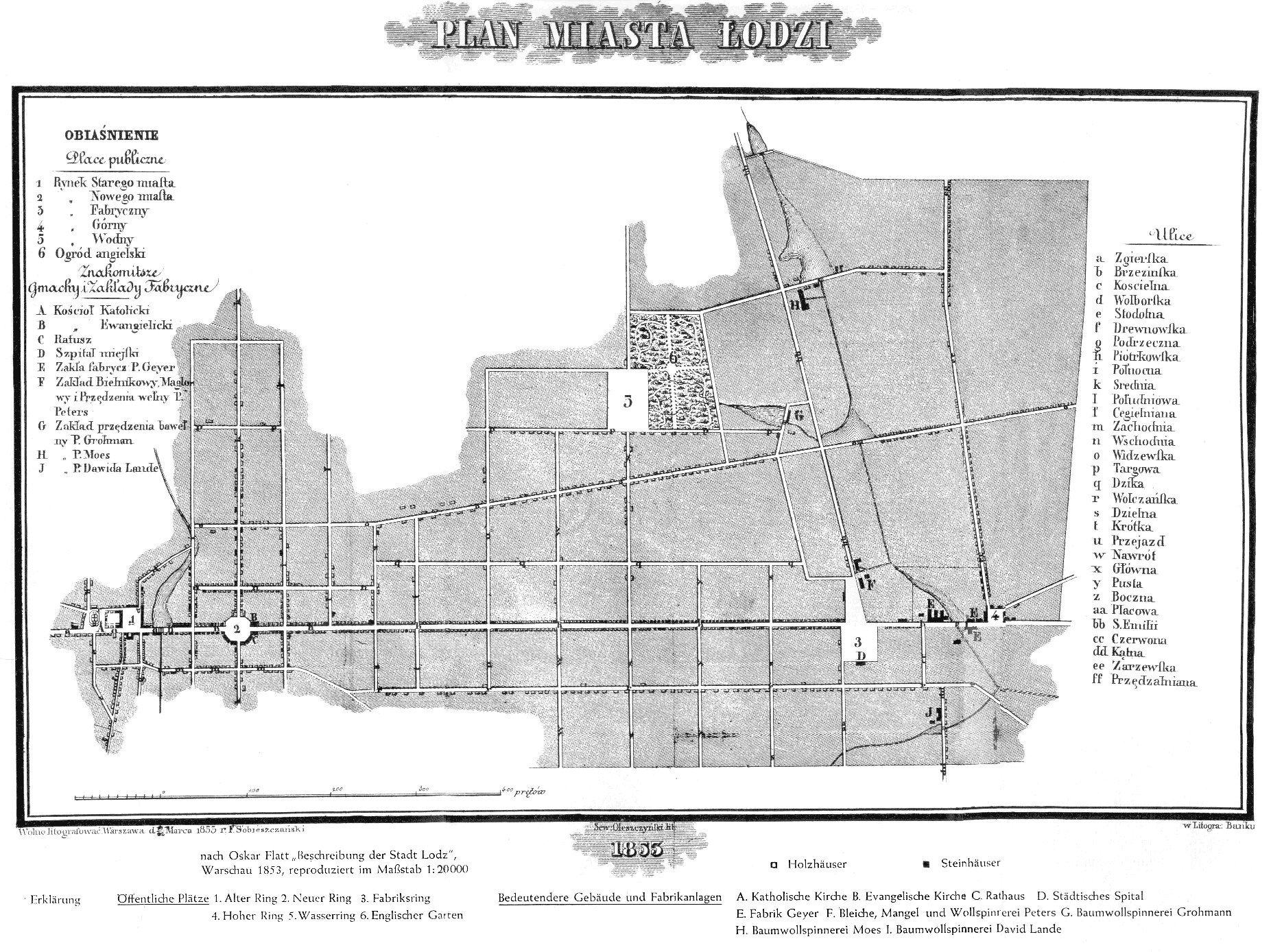
Nazwy ulic i placów Łodzi na planie miasta z 1853 roku

Najstarsza zabudowa Łodzi koncentrowała się wokół obecnego Starego Rynku. Z rynku rozchodziło się kilka dróg prowadzących do okolicznych miast, wsi i młynów. Blisko rynku drogi miały charakter ulic, dalej przechodziły w zwykłe drogi wiejskie. Na północ od rynku usytuowany był plac Kościelny, na którym stał drewniany parafialny kościółek, wybudowany przed rokiem 1414. Najstarsze znane ulice miasta to:
- Wójtowska (Starowiejska, od XVIII wieku Nadstawna) – wychodząca ku południowemu wschodowi, prowadziła do folwarku Starej Wsi i pierwotnej osady łódzkiej, wzdłuż brzegów stawu utworzonego na rzece zwanej wtedy Starą Strugą (Ostroga, dzisiejsza Łódka),
- Cyganka – wychodząca ku północy (prowadziła do wsi Radogoszcz i dalej do Zgierza),
- Nad Rzeką (Nadrzeczna, później Podrzeczna) – wychodząca w kierunku zachodnim, położona najbliżej rzeki,
- Drewna (od ok. 1770 roku ul. Drewnowska, zwana tak od nazwiska rodziny Drewnowiczów) – wychodząca również w kierunku zachodnim,
- Stodolniana – prowadziła do stodół miejskich.

Po 1400 roku istnieją także wzmianki o ulicy Kościelnej, którą zwano też Szkolną, gdyż prowadziła do szkoły, znajdującej się w domu wikarego.
Wiele wytyczonych do połowy XIX wieku ulic nie miało przez wiele lat oficjalnych nazw. Wobec utrwalania się w świadomości łodzian nazw nieoficjalnych, zwyczajowych, niekiedy niepoważnych, władze miasta w 1863 roku uporządkowały miejskie nazewnictwo – odtąd wszystkie ulice wytyczone wcześniej miały już nazwy oficjalne.

## Wykaz zmian nazw ulic i placów w Łodzi
(kolejność alfabetyczna według nazw współczesnych)
Przejdź do:

0-9 A B C D E F G H I J K L Ł M N O P R S Ś T U W Z Ż

### 0-9
| Współczesna nazwa              | 2018–1990                      | 1990–1945       | 1945–1939           | 1933                           | 1925                           | 1913                    |
| ------------------------------ | ------------------------------ | --------------- | ------------------- | ------------------------------ | ------------------------------ | ----------------------- |
| 1 Maja aleja                   | 1 Maja aleja                   | 1 Maja aleja    | Scharnhorststraße   | 1 Maja aleja                   | 1 Maja aleja                   | Pasaż Szulca            |
| 10 Lutego                      | 10 Lutego                      | 10 Lutego       | Kopischweg          | 10 Lutego                      | nie istniała                   | nie istniała            |
| 28 Pułku Strzelców Kaniowskich | 28 Pułku Strzelców Kaniowskich | Hutora Czesława | Tauentzienstraße    | 28 Pułku Strzelców Kaniowskich | 28 Pułku Strzelców Kaniowskich | św. Luizy (św. Ludwiki) |
| 3 Maja                         | 3 Maja                         | 3 Maja          | Donaustraße         | 3 Maja                         |                                |                         |
| 6 Sierpnia                     | 6 Sierpnia                     | 22 Lipca        | Straße der 8. Armee | 6 Sierpnia                     | 6 Sierpnia                     | Benedykta               |

### A
| Współczesna nazwa         | 2018–1990                 | 1990–1945                           | 1945–1939                           | 1933                  | 1925                                       | 1913              |
| ------------------------- | ------------------------- | ----------------------------------- | ----------------------------------- | --------------------- | ------------------------------------------ | ----------------- |
| Abramowskiego Edwarda     | Abramowskiego Edwarda     | Abramowskiego Edwarda               | Hermann-von-Salza-Straße            | Abramowskiego Edwarda | Gubernatorska                              | Gubernatorska     |
| Adwokacka                 | Adwokacka                 | Adwokacka                           | Spulergasse                         | Cerecka               | Cerecka                                    | Cerecka           |
| Aldridge’a Iry            | Ajnenkiela Egeniusza      | Ajnenkiela Egeniusza                |                                     |                       |                                            |                   |
| Anstadta Karola aleja     | Anstadta Karola aleja     | Anstadta (w 1945) / 19-ego Stycznia | Anstadtallee (w 1940) / Gardestraße | Anstadta aleja        | Anstadtstraße (1915-1918) / Anstadta aleja | Anstadta          |
| Antenowa                  | Antenowa                  | Antenowa                            | Amrum                               | Podgórna (Górna)      | Okrzei (Górna)                             | Okrzei (Górna)    |
| Antoniego Padewskiego św. | Antoniego Padewskiego św. | Antoniego                           | Werkmeisterstraße                   | Maurera               | Maurera                                    |                   |
| Antoniewska               | Antoniewska               | Antoniewska                         | Gertrudstraße                       | Antoniewska           | Grzybowa (Widzew)                          | Grzybowa (Widzew) |
| Antoniewska               | Antoniewska               | Antoniewska                         | Hildegardstraße                     | Nowo-Projektowana     | Nowo-Projektowana                          | Nowo-Projektowana |
| Armii Krajowej            | Armii Krajowej            | Dzierżyńskiego Feliksa              | nie istniała                        | nie istniała          | nie istniała                               | nie istniała      |
| Artyleryjska              | Artyleryjska              | Artyleryjska                        | Feldschlangenweg                    | Czarna Droga          | Czarna Droga                               |                   |

### B
| Współczesna nazwa              | 2018–1990                      | 1990–1945                      | 1945–1939                  | 1933                     | 1925                     | 1913                |
| ------------------------------ | ------------------------------ | ------------------------------ | -------------------------- | ------------------------ | ------------------------ | ------------------- |
| Bałucki Rynek                  | Bałucki Rynek                  | Bałucki Rynek                  | Baluter Ring               | Bałucki Rynek            | Bałucki Rynek            | Bałucki Rynek       |
| Banacha Stefana prof.          | Banacha Stefana prof.          | Banacha Stefana prof.          | Berlichingenstraße         |                          |                          |                     |
| Bankowa                        | Bankowa                        | Bankowa                        | Kärtnerstraße              | Bankowa                  | Bankowa                  | Bankowa             |
| Barlickiego Norberta dr. plac  | Barlickiego Norberta plac      | Barlickiego Norberta plac      | Grüner Ring                | Zielony Rynek            | Zielony Rynek            | Zielony Rynek       |
| Barska                         | Barska                         | Barska                         | Panzerstraße               | Stoińskiego              | Stoińskiego              | Stoińskiego         |
| Batorego Stefana               | Batorego Stefana               | Batorego Stefana               | Pufferweg + Hadabuldstraße | Batorego Stefana         | Batorego Stefana         | Wesoła (Widzew)     |
| Bazarowa                       | Bazarowa                       | Bazarowa                       | Basargasse                 | Bazarowa                 | Bazarowa/Bazarna         | Bazarowa/Bazarna    |
| Bednarska                      | Bednarska                      | Bednarska                      | Ostpreußenstraße           | Bednarska                | Bednarska                | Bednarska           |
| Beniowskiego Maurycego         | Beniowskiego Maurycego         | Beniowskiego Maurycego         | Helgolandstraße            | Słowackiego (Górna)      | Słowackiego (Górna)      | Słowackiego (Górna) |
| Berlińskiego Hersza            | Berlińskiego Hersza            | Berlińskiego Hersza            | Pfeffergasse               | Pieprzowa                | Pieprzowa                | Pieprzowa           |
| Białostocka                    | Białostocka                    | Białostocka                    | Seelandstraße              | Polska                   | Polska                   | Polska              |
| Biegunowa                      | Biegunowa                      | Biegunowa                      | Baltenstraße               | Biegunowa                | Biegunowa                | Biegunowa           |
| Bierezina Jacka                | Dąbrowszczaków                 |                                |                            |                          |                          |                     |
| Blacharska                     | Blacharska                     | Blacharska                     | Klempnergasse              | Kwiatkowskiego           | Kwiatkowskiego           | Kwiatkowskiego      |
| Błońska                        | Błońska                        | Błońska                        | Randstraße                 | Błońska                  | Błońska                  | Błońska             |
| Bobowa                         | Bobowa                         | Bobowa                         | Pernaustraße               | Bobowa                   | Bobowa                   | Bobowa              |
| Bojowników Getta Warszawskiego | Bojowników Getta Warszawskiego | Bojowników Getta Warszawskiego | Cranachstraße              | Aleksandryjska/ Żydowska | Aleksandryjska/ Żydowska | Aleksandryjska      |
| Bolesława Chrobrego            | Bolesława Chrobrego            | Bolesława Chrobrego            | Seemannstraße              | Chrobrego                | Chrobrego                | Wschodnia (Bałuty)  |
| Bracka                         | Bracka                         | Bracka                         | Ewaldstr./ König-Marke-Weg | Bracka                   | Bracka                   | Bracka              |
| Braterska                      | Braterska                      | Braterska                      | Ruppertstraße              | Braterska                | Braterska                | Braterska           |
| Bratysławska                   | Bratysławska                   | Bratysławska                   | Ikarusstraße               | Kwiecista                | Kwiecista                | Kwiecista           |
| Boya-Żeleńskiego Tadeusza      | Boya-Żeleńskiego Tadeusza      | Boya-Żeleńskiego Tadeusza      | Winfriedstraße             | Środkowa                 |                          |                     |
| Browarna                       | Browarna                       | Browarna                       | Westpreußenstraße          | Browarna                 | Browarna                 | Browarna            |
| Bróżycka                       | Bróżycka                       | Bróżycka                       | Flussstraße                | Bruska                   | Bruska                   | Bruska              |
| Brukowa                        | Brukowa                        | Brukowa                        | Uhrmacherstraße            | Brukowa                  | Brukowa                  | Brukowa             |
| Brzeska                        | Brzeska                        | Brzeska                        | Walkürenstraße             | Brzeska                  | Brzeska                  | Brzeska             |
| Brzeźna                        | Brzeźna                        | Brzeźna                        | Erhard-Patzer-Straße       | Brzeźna                  | Brzeźna                  | Brzeźna             |
| Brzozowa                       | Brzozowa                       | Brzozowa                       | Elberfelder Straße         | Brzozowa                 | Brzozowa                 | Brzozowa            |
| Brzóski Stanisława ks.         | Brzóski Stanisława ks.         | Brzóski Stanisława ks.         | Bergmannstraße             | Brzóski Stanisława       | Brzóski Stanisława       | Dębowa + Golca      |
| Bukowa                         | Bukowa                         | Bukowa                         | Buckenstraße               | Szmidta                  | Szmidta                  | Szmidta             |
| Bzowa                          | Bzowa                          | Bzowa                          | Fliederweg                 | Bzowa                    |                          |                     |

### C
| Współczesna nazwa      | 2018–1990                                                   | 1990–1945                                      | 1945–1939                   | 1933                 | 1925                 | 1913                 |
| ---------------------- | ----------------------------------------------------------- | ---------------------------------------------- | --------------------------- | -------------------- | -------------------- | -------------------- |
| Ceglana                | Ceglana                                                     | Ceglana                                        | Steinmetzgasse              | Ceglana              | Nowo-Zgierska        | Nowo-Zgierska        |
| Chłodna                | Chłodna                                                     | Chłodna                                        | Kühle Gasse/ Walhallastraße | Chłodna              | Chłodna              | Chłodna              |
| Chłopickiego Józefa    | Chłopickiego Józefa                                         | Chłopickiego Józefa                            | Musketierstraße             | Lubeckiego           | Lubeckiego           | Lubeckiego           |
| Chmielowskiego Alberta | Chmielowskiego Alberta (od 2007), Przyjaźni aleja (do 2007) | Przyjaźni aleja (od 1976)                      | nie istniała                | nie istniała         | nie istniała         | nie istniała         |
| Chojny                 | Chojny                                                      | Chojny                                         | Effingshausen               | Chojny               | Chojny               | Chojny               |
| Chopina Fryderyka      | Chopina Fryderyka                                           | Chopina Fryderyka                              | Müllerstraße                | Chopina              | Chopina              | Chopina              |
| Chryzantem             | Chryzantem                                                  | Chryzantem (od 1961) Cmentarna aleja (do 1961) | Blocksbergstraße            | Cmentarna aleja      | Cmentarna aleja      | Cmentarna aleja      |
| Ciasna                 | Ciasna                                                      | Ciasna                                         | Hunsrücker Straße           | Ciasna               | Ciasna               | Ciasna               |
| Ciepła                 | Ciepła                                                      | Ciepła                                         | Richterstraße               | Ciepła               | Ciepła               | Ciepła               |
| Ciesielska             | Ciesielska                                                  | Ciesielska                                     | Bleicherweg                 | Ciesielska           | Nowaka               | Nowaka               |
| Cieszyńska             | Cieszyńska                                                  | Cieszyńska                                     | Hohes Venn                  | Cieszyńska           | Cieszyńska           | Teodora              |
| Cmentarna              | Cmentarna                                                   | Cmentarna                                      | Friedhofstraße              | Cmentarna            | Cmentarna            | Cmentarna            |
| Czarnieckiego Stefana  | Czarnieckiego Stefana                                       | Czarnieckiego Stefana                          | Schneidergasse              | Czarnieckiego        |                      |                      |
| Czechosłowacka         | Czechosłowacka                                              | Czechosłowacka                                 | Edeltrautstraße             | Pograniczna          | Pograniczna          | Pograniczna          |
| Czerwona               | Czerwona                                                    | Czerwona                                       | Rotgarnstraße               | Czerwona             | Czerwona             | Czerwona             |
| Częstochowska          | Częstochowska                                               | Częstochowska                                  | Krefelder Straße            | Częstochowska        | Częstochowska        | Częstochowska        |
| Czytelnicza            | Czytelnicza                                                 | Czytelnicza                                    | Nordstrandstraße            | 11 listopada (Górna) | 11 listopada (Górna) | 11 listopada (Górna) |

### D
| Współczesna nazwa              | 2018–1990                      | 1990–1945                      | 1945–1939                  | 1933              | 1925              | 1913              |
| ------------------------------ | ------------------------------ | ------------------------------ | -------------------------- | ----------------- | ----------------- | ----------------- |
| Dachowa                        | Dachowa                        | Dachowa                        | Föhr                       | Dolna (Górna)     |                   |                   |
| Dąbrowskiego Henryka gen. plac | Dąbrowskiego Henryka gen. plac | Dąbrowskiego Henryka gen. plac | Hindenburgplatz            | Dąbrowskiego plac | Dąbrowskiego plac | Targowy Rynek     |
| Dąbrowskiego Jarosława gen.    | Dąbrowskiego Jarosława gen.    | Dąbrowskiego Jarosława gen.    | Straßburger Linie          | Dąbrowska         | Dąbrowska         | Dąbrowska         |
| Dedeciusa Karla                | Rudnickiego Lucjana            |                                |                            |                   |                   |                   |
| Dejmka Kazimierza              | Gwardii Ludowej                |                                |                            |                   |                   |                   |
| Dekerta Jana                   | Dekerta Jana                   | Dekerta Jana                   | Oskarstraße/ Alarichstraße | Dekerta           |                   |                   |
| Dębowa                         | Dębowa                         | Dębowa                         | Hernestraße                | Dębowa (Górna)    | Dębowa (Górna)    | Dębowa (Górna)    |
| Długosza Jana                  | Długosza Jana                  | Długosza Jana                  | Weddingenstraße            | Długosza          | Długosza          | Żelazna           |
| Dniestrzańska                  | Dniestrzańska                  | Dniestrzańska                  | Banner-Fähnlein            | Figura            |                   |                   |
| Dobra                          | Dobra                          | Dobra                          | Mgr.-Gerd-Stedinge- Straße | Dobra             | Dobra             | Dobra             |
| Dolna                          | Dolna                          | Dolna                          | Talweg                     | Dolna (Bałuty)    | Dolna (Bałuty)    | Dolna (Bałuty)    |
| Doły                           | Doły                           | Doły                           | Waltharistraße             | Dolna (na Dołach) | Dolna (na Dołach) | Dolna (na Dołach) |
| Doroty                         | Doroty                         | Doroty                         | Schleswigstraße            | Doroty św.        | Doroty św.        | Doroty św.        |
| Dowborczyków                   | Dowborczyków                   | PKWN                           | Nauländerstraße/ Neuländer | Juliusza          | Juliusza          | Juliusza          |
| Drewnowska                     | Drewnowska                     | Drewnowska                     | Holzstraße                 | Drewnowska        | Drewnowska        | Drewnowska        |
| Drukarska                      | Drukarska                      | Drukarska                      | Zimmerstraße               | Drukarska         | Zimmera/Cymera    | Zimmera           |
| Dzika                          | Dzika                          | Dzika                          | Stolpergasse               | Dzika             | Dzika             |                   |

### F
| Współczesna nazwa         | 2018–1990                 | 1990–1945                 | 1945–1939                   | 1933           | 1925           | 1913               |
| ------------------------- | ------------------------- | ------------------------- | --------------------------- | -------------- | -------------- | ------------------ |
| Fabryczna + Zbiorcza      | Fabryczna + Zbiorcza      | Fabryczna + Zbiorcza      | Deutsch-Orden-Straße        | Fabryczna      | Fabryczna      | Fabryczna          |
| Felsztyńskiego Sebastiana | Felsztyńskiego Sebastiana | Felsztyńskiego Sebastiana | Artur-Meister-Straße        | Wiznera        | Wiznera        | Ceglina            |
| Flatta Oskara             | Flatta Oskara             | Flatta Oskara             | Wallonenstraße              | Nowo-Lipowa    | Nowo-Lipowa    | Nowo-Lipowa        |
| Flisacka                  | Flisacka                  | Flisacka                  | Hausierergasse              | Flisacka       | Grossmana      | Grossmana          |
| Folwarczna                | Folwarczna                | Folwarczna                | Vorwerkstraße               | Folwarczna     | Folwarczna     | Długa (Radogoszcz) |
| Franciszkańska            | Franciszkańska            | Franciszkańska            | Knüpferstraße + Franzstraße | Franciszkańska | Franciszkańska | Franciszkańska     |

### G
| Współczesna nazwa        | 2018–1990                | 1990–1945             | 1945–1939                      | 1933              | 1925              | 1913              |
| ------------------------ | ------------------------ | --------------------- | ------------------------------ | ----------------- | ----------------- | ----------------- |
| Garbarska                | Garbarska                |                       | Hüttenwinkel                   | Hutnicza          | Baumgolda         |                   |
| Gazdy                    | Gazdy                    | Gazdy                 | Bruckentaler Straße            | Kościelna (Stoki) | Kościelna (Stoki) | Kościelna (Stoki) |
| Gazowa                   | Gazowa                   | Gazowa                | Von-Einem-Straße               | Gazowa            | Gazowa            | Gazowa            |
| Gdańska                  | Gdańska                  | Gdańska               | Danziger Straße                | Gdańska           | Gdańska           | Długa             |
| Gęsia                    | Gęsia                    | Gęsia                 | Gänsestraße                    | Gęsia             | Gęsia             | Gęsia             |
| Gibalskiego Edwarda      | Gibalskiego Edwarda      | Gibalskiego Edwarda   | Hildebrandstraße/ Boelkestraße | Skłodowskiej      |                   |                   |
| Glebowa                  | Glebowa                  | Glebowa               |                                | Gdyńska           | Gdyńska           |                   |
| Gliniana                 | Gliniana                 | Gliniana              | Jägerstraße                    | Gliniana          | Gliniana          |                   |
| Gładka                   | Gładka                   | Gładka                | Norderney                      | Wierzbowa (Górna) | Wierzbowa (Górna) | Wierzbowa (Górna) |
| Głęboka                  | Głęboka                  | Głęboka               | Langobardenweg                 | Głęboka           | Głęboka           | Głęboka           |
| Głowackiego Wojciecha    | Głowackiego Wojciecha    | Głowackiego Wojciecha | Konradstraße/ Rüdigerstraße    | Głowackiego       | Głowackiego       | Głowacka          |
| Głucha                   | Głucha                   | Głucha                | Hohlweg                        | Głucha            | Głucha            | Głucha            |
| Gnieźnieńska             | Gnieźnieńska             | Gnieźnieńska          | Gnesenstraße/ Bolzengasse      | Gnieźnieńska      | Ciemna            | Ciemna            |
| Gołębia                  | Gołębia                  | Gołębia               | Ostgotenstraße                 | Gołębia           | Gołębia           | Gołębia           |
| Goplańska                | Goplańska                | Goplańska             | Buchbinderstraße               | Goplańska         | Goplańska         | Ciemna (Bałuty)   |
| Górna                    | Górna                    | Górna                 | V.-D.-Goltz-Straße             | Górna             | Górna             | Górna             |
| Górnicza                 | Górnicza                 | Górnicza              | Robertstraße/ Tristanstraße    | Roberta           | Roberta           | Roberta           |
| Grabowa                  | Grabowa                  | Grabowa               | Recklinghausener Straße        | Grabowa           | Grabowa           | Grabowa           |
| Graficzna                | Graficzna                |                       | Honigweg                       | Miodowa           |                   | Miodowa           |
| Granitowa                | Granitowa                | Granitowa             | Fichtebergstraße               | Granitowa         | Granitowa         | Kamienna (Chojny) |
| Grażyny                  | Grażyny                  | Grażyny               | Neuwerkstraße                  | Tkacka (Chojny)   | Tkacka (Chojny)   | Tkacka (Chojny)   |
| Grochowa                 | Grochowa                 | Grochowa              | Revalstraße                    | Grochowa          | Grochowa          | Grochowa          |
| Grodzieńska              | Grodzieńska              | Grodzieńska           | Springerstraße                 | Grodzieńska       | Grodzieńska       | Grodzieńska       |
| Grota-Roweckiego Stefana | Grota-Roweckiego Stefana | Wandy Wasilewskiej    | nie istniała                   | nie istniała      | nie istniała      | nie istniała      |
| Grzybowa                 | Grzybowa                 | Grzybowa              | Dünaburger Straße              | Grzybowa          | Grzybowa          | Grzybowa          |
| Gwiazdowa                | Gwiazdowa                | Gwiazdowa             | Sternstraße                    | Gwiazdowa         | Gwiazdowa         | Gwiazdowa         |

### H
| Współczesna nazwa              | 2018–1990               | 1990–1945               | 1945–1939        | 1933          | 1925          | 1913          |
| ------------------------------ | ----------------------- | ----------------------- | ---------------- | ------------- | ------------- | ------------- |
| Hallera Józefa plac            | Hallera Józefa plac     | 9-ego Maja plac         | Blücherplatz     | Hallera plac  | Hallera plac  | Zellinówka    |
| Harcerska                      | Harcerska               | Harcerska               | Sonnwendstraße   | Nowo-Otwarta  | Nowo-Otwarta  | Nowo-Otwarta  |
| Henryka                        | Henryka                 | Henryka                 | Tiroler Straße   | Henryka       | Henryka       | Sienkiewicza  |
| Henrykowska                    | Henrykowska             | Henrykowska             | Schollenweg      | Henryków wieś | Henryków wieś | Henryków wieś |
| Herberta Zbigniewa             | Pstrowskiego Wincentego | Pstrowskiego Wincentego |                  |               |               |               |
| Herlinga-Grudzińskiego Gustawa | Zdzisława Studzińskiego | Zdzisława Studzińskiego |                  |               |               |               |
| Hertza Mieczysława             | Szenwalda Lucjana       | Szenwalda Lucjana       | Steiermarkstraße | Marszałkowska | Marszałkowska | Marszałkowska |
| Hipoteczna                     | Hipoteczna              | Hipoteczna              | Monteurstraße    | Hipoteczna    | Hipoteczna    | Hipoteczna    |

### I
| Współczesna nazwa | 2018–1990   | 1990–1945   | 1945–1939     | 1933        | 1925        | 1913        |
| ----------------- | ----------- | ----------- | ------------- | ----------- | ----------- | ----------- |
| Inflancka         | Inflancka   | Inflancka   | Gärtnerstraße | Inflancka   | Inflancka   |             |
| Inżynierska       | Inżynierska | Inżynierska | Cleinowstraße | Inżynierska | Inżynierska | Inżynierska |

### J
| Współczesna nazwa         | 2018–1990                                                       | 1990–1945                 | 1945–1939                  | 1933              | 1925              | 1913              |
| ------------------------- | --------------------------------------------------------------- | ------------------------- | -------------------------- | ----------------- | ----------------- | ----------------- |
| Jana                      | Jana                                                            | Jana                      | Rammerstraße               | Jana              | Jana              | Jana              |
| Jana Pawła II aleja       | Jana Pawła II aleja (od 2005), Włókniarzy aleja (część do 2005) | Włókniarzy aleja          |                            |                   |                   |                   |
| Janiny + Włókniarzy aleja | Janiny + Włókniarzy aleja                                       | Janiny + Włókniarzy aleja | Meisterinnung              | Janiny            | Janiny            | Janiny            |
| Jaracza Stefana           | Jaracza Stefana                                                 | Jaracza Stefana           | Moltkestraße               | Cegielniana       | Cegielniana       | Cegielniana       |
| Jarzynowa                 | Jarzynowa                                                       | Jarzynowa                 | Fonst-von-Kaza-Straße      | Jarzynowa         | Jarzynowa         | Jarzynowa         |
| Jerzego św.               | Jerzego św.                                                     | Jerzego św.               | Mackensenstraße            | Jerzego św.       | Jerzego św.       | Ekaterynburska    |
| Jesienna                  | Jesienna                                                        | Jesienna                  | Michelsdorfer Weg          | Spokojna (Stoki)  | Spokojna (Stoki)  | Spokojna (Stoki)  |
| Jęczmienna                | Jęczmienna                                                      | Jęczmienna                | Von-Balling-Weg            | Jęczmienna        | Jęczmienna        | Jęczmienna        |
| Jodłowa                   | Jodłowa                                                         | Jodłowa                   | Tannenweg                  | Jodłowa           |                   |                   |
| Jonschera Karola          | Jonschera Karola                                                | Jonschera Karola          | Bertramstraße / Siegrunweg | Jonschera         |                   |                   |
| Joselewicza Berka         | Joselewicza Berka                                               | Joselewicza Berka         | Brunnenstraße              | Berka Joselewicza | Berka Joselewicza | Ogrodowa (Bałuty) |
| Józefa                    | Józefa                                                          | Józefa                    | Sieglindenweg              | Józefa            | Józefa            | Józefa            |
| Julianowska               | Julianowska                                                     | Julianowska               | Distelgasse                | Julianowska       | Julianowska       | Julianowska       |
| Jutrzenki                 | Jutrzenki                                                       | Jutrzenki                 | Borkum                     | Sadowa (Chojny)   | Sadowa (Chojny)   |                   |

### K
| Współczesna nazwa                 | 2018–1990                                  | 1990–1945                                                | 1945–1939                               | 1933                          | 1925                          | 1913                   |
| --------------------------------- | ------------------------------------------ | -------------------------------------------------------- | --------------------------------------- | ----------------------------- | ----------------------------- | ---------------------- |
| Kaliska                           | Kaliska                                    | Kaliska                                                  | Wormser Straße                          | Kaliska                       | Kaliska                       | Kaliska                |
| Kamińskiego Aleksandra            | Kamińskiego Aleksandra                     | Buczka Mariana                                           | Kurfürstenstraße                        | Magistracka                   | Magistracka                   | Magistracka            |
| Karolew                           | Karolew                                    | Karolew                                                  | Karlshof                                | Karolew                       | Karolew                       | Karolew                |
| Karolewska                        | Karolewska                                 | Karolewska                                               | Albrecht-Thaer-Str. + Ikarusstraße      | Karolewska                    | Karolewska                    | Karolewska szosa       |
| Karpacka                          | Karpacka                                   | Karpacka                                                 | Pfälzer-Wald-Straße                     | Lisnera                       | Lisnera                       | Lisnera                |
| Karpia                            | Karpia                                     | Karpia                                                   | Lichtensteinstraße                      | Karpia                        | Karpia                        | Karpia                 |
| Karwińska                         | Karwińska                                  | Karwińska                                                | Färbergasse                             | Karwińska                     | Karwińska                     | Przy Rajtera           |
| Kasprzaka Marcina                 | Kasprzaka Marcina                          | Kasprzaka Marcina                                        | Graf-Spee-Straße                        | Sobieskiego                   | Sobieskiego                   | Przy Srebrzyńskiej     |
| Kaszubska                         | Kaszubska                                  | Kaszubska                                                | Engelstraße                             | Engla (Bałuty)                | Engla (Bałuty)                | Engla (Bałuty)         |
| Katedralny im. Jana Pawła II plac | Katedralny im. Jana Pawła II pl. (od 1988) | Skorupki Ignacego pl. (1945–48) Katedralny pl. (1948–87) |                                         | Fabryczny pl. / Szpitalny pl. | Fabryczny pl. / Szpitalny pl. | Fabryczny pl.          |
| Kaufmana Mieczysława              | Kaufmana Mieczysława                       | Kaufmana Mieczysława                                     | Questenbaustraße                        | Kaufmana                      |                               |                        |
| Kazimierza św.                    | Kazimierza św.                             | Kazimierza św.                                           | Rotrautenweg + Huldaweg                 | Kazimierza św.                | Kazimierza św.                | Kopernika (Widzew)     |
| Kilara Wojciecha                  | Prożka Franciszka                          | Prożka Franciszka                                        |                                         |                               |                               |                        |
| Kilińskiego Jana                  | Kilińskiego Jana                           | Kilińskiego Jana                                         | Buschlinie                              | Kilińskiego                   | Kilińskiego                   | Widzewska              |
| Klonowa                           | Klonowa                                    | Klonowa                                                  | Wagenbauerstraße                        | Klonowa                       | Klonowa                       | Klonowa                |
| Kniaziewicza Karola               | Kniaziewicza Karola                        | Kniaziewicza Karola                                      | Sägemüllerstraße                        | Kniaziewicza                  | Kniaziewicza                  | Szpitalna (Bałuty)     |
| Kochanowskiego Jana               | Kochanowskiego Jana                        | Kochanowskiego Jana                                      | Drechslergasse                          | Kochanowskiego                | Kochanowskiego                | Długa (Bałuty)         |
| Kolińskiego Józefa                | Kolińskiego Józefa                         | Kolińskiego Józefa                                       | Bertholdstraße / Dietrich-v.-Bernstraße | Jagiellońska                  |                               |                        |
| Kołodziejska                      | Kołodziejska                               | Kołodziejska                                             | Schraubenweg                            | Jesionowa                     | Jesionowa                     | Jesionowa              |
| Kominiarska                       | Kominiarska                                | Kominiarska                                              | Putziger Straße                         | Pucka                         | Pucka                         | Przy Kielbacha         |
| Koncertowa                        | Koncertowa                                 | Koncertowa                                               | Scharhörnstraße                         | Paderewskiego (Chojny)        | Paderewskiego (Chojny)        | Paderewskiego (Chojny) |
| Kongresowa                        | Kongresowa                                 | Kongresowa                                               | Spiekeroog                              | Grzybowa (Górna)              | Grzybowa (Górna)              | Grzybowa (Górna)       |
| Konspiracyjnego Wojska Polskiego  | Kruczkowskiego                             | na planie z 1946 r. Tymczasowa, od 1963 r Kruczkowskiego |                                         |                               |                               |                        |
| Konstadta Hermana                 | Harnama Szymona                            | Harnama Szymona                                          |                                         |                               |                               |                        |
| Konstytucyjna                     | Konstytucyjna                              | Konstytucyjna                                            | Von-Rath-Straße                         | Konstytucyjna                 | Konstytucyjna                 | Konstytucyjna          |
| Kopcińskiego Stefana dr.          | Kopcińskiego Stefana dr.                   | Kopcińskiego Stefana dr.                                 | Wilhelm-Gustloff-Straße                 | Zagajnikowa                   | Zagajnikowa                   | Zagajnikowa            |
| Kopernika Mikołaja                | Kopernika Mikołaja                         | Kopernika Mikołaja                                       | Friedrich-Gossler-Straße                | Kopernika                     | Kopernika                     | Milsza                 |
| Korzeniowskiego Józefa            | Korzeniowskiego Józefa                     | Korzeniowskiego Józefa                                   | Tauernstraße                            | Korzeniowskiego               | Korzeniowskiego               | Kopernika              |
| Kostki Stanisława św.             | Kostki Stanisława św.                      | Stanisława                                               | Jugendstraße                            | Stanisława                    | Stanisława                    | Stanisława             |
| Koszykowa                         | Koszykowa                                  | Koszykowa                                                | Korbgasse                               | Koszykowa                     |                               |                        |
| Kościelna                         | Kościelna                                  | Kościelna                                                | Kirchgasse                              | Kościelna                     | Kościelna                     | Kościelna              |
| Kościelny plac                    | Kościelny plac                             | Kościelny plac                                           | Kirchplatz                              | Kościelny pl.                 | Kościelny pl.                 | Kościelny pl.          |
| Kościuszki Tadeusza aleja         | Kościuszki Tadeusza aleja                  | Kościuszki Tadeusza aleja                                | Hermann-Göring-Straße                   | Nowo-Spacerowa                | Nowo-Spacerowa                | Nowo-Spacerowa         |
| Kościuszki Tadeusza aleja         | Kościuszki Tadeusza aleja                  | Kościuszki Tadeusza aleja                                | Hermann-Göring-Straße                   | Kościuszki T. al.             | Kościuszki T. al.             | Spacerowa              |
| Kowalska                          | Kowalska                                   | Kowalska                                                 | Schmiedegasse                           | Kowalska                      |                               |                        |
| Kowieńska                         | Kowieńska                                  | Kowieńska                                                | Kowieńska                               | Springerstraße                | Kowelska                      | Kowelska               |
| Krakowska                         | Krakowska                                  | Krakowska                                                | Nachrichterstraße                       | Krakowska                     | Krakowska                     | Krakowska              |
| Krakusa                           | Krakusa                                    | Krakusa                                                  | Vogelsbergstraße                        | Krakusa                       | Krakusa                       | Dębowa                 |
| Krańcowa                          | Krańcowa                                   | Krańcowa                                                 | Husarenstraße                           | Krańcowa                      | Krańcowa                      | Krańcowa               |
| Krasickiego Ignacego              | Krasickiego Ignacego                       | Krasickiego Janka                                        | Livlandstraße                           | Wegnera                       | Wegnera                       | Wegnera                |
| Kraszewskiego Józefa Ignacego     | Kraszewskiego Józefa Ignacego              | Kraszewskiego Józefa Ignacego                            | Freiburger Straße                       | Kraszewskiego                 | Kraszewskiego                 | Stanisława             |
| Krawiecka                         | Krawiecka                                  | Krawiecka                                                | Schneidergasse                          | Krawiecka                     | Nowo-Zielona (Bałuty)         | Nowo-Zielona (Bałuty)  |
| Kresowa                           | Kresowa                                    | Kresowa                                                  | Bernhildstraße                          | Kresowa                       | Kresowa                       | Marszałkowska          |
| Krośnieńska                       | Krośnieńska                                | Krośnieńska                                              | Darssweg                                | Nowo-Krótka                   | Nowo-Krótka                   | Nowo-Krótka            |
| Krótka                            | Krótka                                     | Krótka                                                   | Kurze Gasse                             | Krótka                        | Krótka (Bałuty)               | Krótka (Bałuty)        |
| Krucza                            | Krucza                                     | Krucza                                                   | Neusser Straße                          | Krucza                        | Krucza                        | Krucza                 |
| Krzemieniecka                     | Krzemieniecka                              | Krzemieniecka                                            | Am Volkspark                            | Krzemieniecka                 | Krzemieniecka                 |                        |
| Krzywa                            | Krzywa                                     | Krzywa                                                   | Biebracher Gasse                        | Krzywa                        | Krzywa                        | Krzywa                 |
| Krzyżowa                          | Krzyżowa                                   | Krzyżowa                                                 | Kreuzstraße                             | Krzyżowa                      | Krzyżowa                      | Krzyżowa               |
| Księży Młyn                       | Księży Młyn                                | Księży Młyn                                              | Vandalenstraße                          | Księży Młyn                   | Księży Młyn                   | Szajblera al.          |
| Kusa                              | Kusa                                       | Kusa                                                     | Weissgasse                              | Kusa                          | Kusa                          | Biała                  |
| Kutrzeby Tadeusza gen.            | Tybury Stanisława                          | Tybury Stanisława                                        | Zangenstraße                            | Nowo-Lutomierska              | Nowo-Lutomierska              | Nowo-Lutomierska       |
| Kwidzyńska                        | Kwidzyńska                                 | Kwidzyńska                                               | Fischergasse                            | Fiszera                       | Fiszera                       | Fiszera                |

### L
| Współczesna nazwa          | 2018–1990                                                                              | 1990–1945                              | 1945–1939                         | 1933             | 1925            | 1913            |
| -------------------------- | -------------------------------------------------------------------------------------- | -------------------------------------- | --------------------------------- | ---------------- | --------------- | --------------- |
| Laskowicka                 | Laskowicka                                                                             | Laskowicka                             | Ackerbürgerweg                    | Laskowicka       | Laskowicka      | Laskowicka      |
| Lecznicza                  | Lecznicza                                                                              | Lecznicza                              | Annweilerweg                      | Lecznicza        | Zimna           | nie istniała    |
| Legionów + Konstantynowska | Legionów + Konstantynowska (od 1994), Obrońców Stalingradu + Konstantynowska (do 1994) | Obrońców Stalingradu + Konstantynowska | General-Litzmann-Straße           | Listopada 11-ego | Konstantynowska | Konstantynowska |
| Lelewela Joachima          | Lelewela Joachima                                                                      | Lelewela Joachima                      | Schlettstädter Straße             | Lelewela         | Lelewela        | Wąska           |
| Limanowskiego Bolesława    | Limanowskiego Bolesława                                                                | Limanowskiego Bolesława                | Alexanderhofstraße                | Limanowskiego    | Aleksandrowska  | Aleksandrowska  |
| Limbowa                    | Limbowa                                                                                | Limbowa                                | Wiesenberger Straße               | Majowa (Stoki)   | Majowa (Stoki)  | Majowa (Stoki)  |
| Lipowa                     | Lipowa                                                                                 | Lipowa                                 | Schlieffenstraße                  | Lipowa           | Lipowa          | Lipowa          |
| Litewska                   | Litewska                                                                               | Litewska                               | Lilienweg                         | Litewska         | Litewska        | Litewska        |
| Lokatorska                 | Lokatorska                                                                             | Lokatorska                             | Zopfenweg                         | Keniga           | Keniga          | Keniga          |
| Lorentza Zygmunta prof.    | Lorentza Zygmunta prof.                                                                | Lorentza Zygmunta prof.                |                                   |                  |                 | Wiejska         |
| Lubelska                   | Lubelska                                                                               | Lubelska                               | Wiesbadenstraße                   | Lubelska         | Lubelska        | Lubelska        |
| Lumumby Patrice’a          | Lumumby Patrice’a                                                                      | Lumumby Patrice’a                      | Wulfilastraße                     | Dolno-Wschodnia  | Dolne Stoki     | Dolne Stoki     |
| Lutomierska                | Lutomierska                                                                            | Lutomierska                            | Hamburger Str. / Telegrafenstraße | Lutomierska      | Lutomierska     | Lutomierska     |
| Lutomierska (część)        | Lutomierska (część)                                                                    | Lutomierska (część)                    | Frische Gasse                     | Świeża           | Świeża          |                 |

### Ł
| Współczesna nazwa      | 2018–1990              | 1990–1945              | 1945–1939                    | 1933          | 1925               | 1913               |
| ---------------------- | ---------------------- | ---------------------- | ---------------------------- | ------------- | ------------------ | ------------------ |
| Łagiewnicka            | Łagiewnicka            | Łagiewnicka            | Hanseatenstraße / Sonnleite  | Łagiewnicka   | Łagiewnicka        | Łagiewnicka        |
| Łagiewniki             | Łagiewniki             | Łagiewniki             | Waldborn                     | Łagiewniki    | Łagiewniki         | Łagiewniki         |
| Łaska                  | Łaska                  | Łaska                  | Gottlieb-Heinrich-Straße     | Łaska         | Łaska              | Łaska              |
| Łazowskiego Klaudiusza | Łazowskiego Klaudiusza | Łazowskiego Klaudiusza | Fehmärnstraße                | Bonifraterska | Cmentarna (Chojny) | Cmentarna (Chojny) |
| Łączna                 | Łączna                 | Łączna                 | Riesengebirge + Kandelstraße | Łączna        | Łączna             | Piwna (Chojny)     |
| Łąkowa                 | Łąkowa                 | Łąkowa                 | Flottwellstraße              | Łąkowa        | Łąkowa             | Łąkowa             |
| Łęczycka               | Łęczycka               | Łęczycka               | Kasseler Straße              | Łęczycka      | Łęczycka           | Łęczycka           |
| Łomżyńska              | Łomżyńska              | Łomżyńska              | Andernachstraße              | Łomżyńska     | Łomżyńska          | Łomżyńska          |
| Łowicka                | Łowicka                | Łowicka                | Kolberger Straße             | Łowicka       | Łowicka            | Łowicka            |

### M
| Współczesna nazwa         | 2018–1990                  | 1990–1945                  | 1945–1939                                     | 1933                    | 1925                 | 1913                 |
| ------------------------- | -------------------------- | -------------------------- | --------------------------------------------- | ----------------------- | -------------------- | -------------------- |
| Magazynowa                | Magazynowa                 | Magazynowa                 | Burgunder Straße                              | Magazynowa              | Magazynowa           | Magazynowa           |
| Majzela Eliasza Chaima    | Pacanowskiej Zuli          | Pacanowskiej Zuli          |                                               |                         |                      |                      |
| Malborska                 | Malborska                  | Malborska                  | Marienburger Straße                           | Grynberga               | Grynberga            | Grynberga            |
| Malczewskiego Jacka       | Malczewskiego Jacka        | Malczewskiego Jacka        | Drachstraße                                   | Malczewskiego           | Malczewskiego        | Malczewskiego        |
| Malinowa                  | Malinowa                   | Malinowa                   | Stellmacherweg (?)                            | Malinowa                | Malinowa             | Malinowa             |
| Mała                      | Mała                       | Mała                       | Stabstraße                                    | Mała (Zielony Rynek)    | Mała (Zielony Rynek) | Mała (Zielony Rynek) |
| Małachowskiego Stanisława | Małachowskiego Stanisława  | Małachowskiego Stanisława  | Gallipolistraße                               | Małachowskiego          | Małachowskiego       | Kopernika            |
| Małej Piętnastki          | Standego Stanisława        | Standego Stanisława        |                                               |                         |                      |                      |
| Małopolska                | Małopolska                 | Małopolska                 | Holzfällergasse                               | Małopolska              | Małopolska           | Małopolska           |
| Mania                     | Mania                      | Mania                      | Sonnenweg / Windauer Straße                   | Słoneczna               | Słoneczna            | Słoneczna            |
| Marcina                   | Marcina                    | Marcina                    | Martinstraße                                  | Marcina                 | Morejna              | Morejna              |
| Marynarska                | Marynarska                 | Marynarska                 | Kelmstraße                                    | Marynarska              | Kielma               | Kielma               |
| Marysińska                | Marysińska                 | Marysińska                 | Siegfriedstraße                               | Marysińska              | Marysińska           | Marysińska           |
| Matejki Jana              | Matejki Jana               | Matejki Jana               | Frundsbergstraße                              | Matejki                 | Prywatna             | Prywatna Droga       |
| Mazowiecka                | Mazowiecka                 | Mazowiecka                 | Gerdastraße                                   | Mazowiecka (Widzew)     | Mazowiecka (Widzew)  | Mazowiecka (Widzew)  |
| Mazurska                  | Mazurska                   | Mazurska                   | Teckstraße                                    | Mazurska                | Mazurska             | Orla (Chojny)        |
| Mianowskiego Józefa       | Mianowskiego Józefa        | Mianowskiego Józefa        | Bleigasse                                     | Mianowskiego            | Nowo-Sikawska        | Nowo-Sikawska        |
| Miarki Karola             | Miarki Karola              | Miarki Karola              | Arminstraße                                   | Miarki Karola           |                      |                      |
| Michałowicza Jerzego      | Michałowicza Jerzego       | Michałowicza Jerzego       | Leuthener Allee                               | Orlicz Dreszera         |                      |                      |
| Mickiewicza Adama aleja   | Bandurskiego + Mickiewicza | Bandurskiego + Mickiewicza | Rudolf-Hess-Straße / Ostlandstraße            | Św. Anny                | Św. Anny             | Św. Anny             |
| Miedziana                 | Miedziana                  | Miedziana                  | Mgr.-Gerd-Stedinge-Straße                     | Miedziana               | Miedziana            | Miedziana            |
| Mielczarskiego Romualda   | Mielczarskiego Romualda    | Mielczarskiego Romualda    | Dessauer Straße                               | Mielczarskiego          | Szkolna              | Szkolna              |
| Mieszkalna (część)        | Mieszkalna (część)         | Mieszkalna (część)         | Juistweg                                      | Miła (Górna)            | Miła (Górna)         | Miła (Górna)         |
| Milionowa                 | Milionowa                  | Milionowa                  | Wuppertaler Straße                            | Milionowa               | Milionowa            | Milionowa            |
| Miła                      | Miła                       | Miła                       | Vierlandenstraße                              | Miła                    | Miła                 | Miła                 |
| Miłosza Czesława          | Hanki Sawickiej            | Hanki Sawickiej            |                                               |                         |                      |                      |
| Minerska                  | Minerska                   | Minerska                   | Ruhige Straße                                 | Spokojna                | Pitagorasa           | Pitagorasa           |
| Mińska                    | Mińska                     | Mińska                     | Spartastraße                                  | Mińska                  | Mińska               | Mińska               |
| Młynarska                 | Młynarska                  | Młynarska                  | Mühlgasse                                     | Młynarska               | Młynarska            | Młynarska            |
| Mochnackiego Maurycego    | Mochnackiego Maurycego     | Mochnackiego Maurycego     | Metzerstraße                                  | Mochnackiego            | Engla (Chojny)       | Engla Pasaż (Chojny) |
| Modra                     | Modra                      | Modra                      | Blaugasse                                     | Modra                   | Modra                | Modra                |
| Mokra                     | Mokra                      | Mokra                      | Leineweberstraße                              | Mokra                   | Mokra                | Mokra                |
| Moniuszki Stanisława      | Moniuszki Stanisława       | Moniuszki Stanisława       | Dietrich-Eckart-Straße                        | Moniuszki               | Moniuszki            | Pasaż Meyera         |
| Mostowskiego Tadeusza     | Mostowskiego Tadeusza      | Mostowskiego Tadeusza      | Ottilienstraße / Hagenstraße + Roderichstraße | Mostowskiego            | Nowo-Młynarska       | Nowo-Młynarska       |
| Mostowskiego Tadeusza     | Mostowskiego Tadeusza      | Mostowskiego Tadeusza      | Ottilienstraße / Hagenstraße                  | Otylii + Nowo-Młynarska | Nowo-Młynarska       | Nowo-Młynarska       |
| Murarska                  | Murarska                   | Murarska                   | Maurergasse                                   | Brajera                 | Brajera              | Brajera              |
| Myśliwska                 | Myśliwska                  | Myśliwska                  | Harzstraße                                    | Myśliwska               | Myśliwska            | Myśliwska            |

### N
| Współczesna nazwa          | 2018–1990                  | 1990–1945                  | 1945–1939                    | 1933                   | 1925                   | 1913                |
| -------------------------- | -------------------------- | -------------------------- | ---------------------------- | ---------------------- | ---------------------- | ------------------- |
| Narutowicza Gabriela prez. | Narutowicza Gabriela       | Narutowicza Gabriela       | Schlageterstraße             | Narutowicza Prezydenta | Narutowicza Prezydenta | Dzielna             |
| Nawrot                     | Nawrot                     | Nawrot                     | Horst-Wessel-Straße          | Nawrot                 | Nawrot                 | Nawrot              |
| Niciarniana (część)        | Niciarniana (część)        | Niciarniana (część)        | Idastraße (Widzew)           | Kunitzera              | Kunitzera              | Kunitzera           |
| Niciarniana                | Niciarniana                | Niciarniana                | Idastraße (Widzew)           | Niciarniana            | Niciarniana            | Niciarniana         |
| Niemcewicza Juliana Ursyna | Niemcewicza Juliana Ursyna | Niemcewicza Juliana Ursyna | Eulengebirge                 | Piotrowska             | Piotrowska             | Piotrowska          |
| Niemojewskiego Andrzeja    | Niemojewskiego Andrzeja    | Niemojewskiego Andrzeja    | Waldemarstraße               | Niemojewskiego         |                        |                     |
| Niepodległości plac        | Niepodległości plac        | Niepodległości plac        | Leonhardtstraße              | Leonarda               | Leonarda               | Leonarda            |
| Niska                      | Niska                      | Niska                      | Bataverweg                   | Niska                  | Niska                  | Niska               |
| Niższa                     | Niższa                     | Niższa                     | Kemptener Straße             | Niższa                 | Niższa                 | Niższa              |
| Nowa                       | Nowa                       | Nowa                       | Badenbergerstraße            | Nowa                   | Nowa                   | Nowa                |
| Nowaka-Jeziorańskiego Jana | Działka Stanisława         | Działka Stanisława         |                              |                        |                        |                     |
| Nowe Sady                  | Nowe Sady                  | Nowe Sady                  | Stadtrandstraße              | Nowe Sady              | Nowe Sady              | Nowe Sady           |
| Nowogrodzka                | Nowogrodzka                | Nowogrodzka                | Ingridstraße                 | Nowogrodzka            | Nowogrodzka            | Nowo-Grodzka        |
| Nowomiejska                | Nowomiejska                | Nowomiejska                | Neustadtstraße               | Nowomiejska            | Nowomiejska            | Nowomiejska         |
| Nowopolska                 | Nowopolska                 | Nowopolska                 | Osterstraße                  | Nowo-Polska            | Nowo-Polska            | Nowo-Polska         |
| Nowy Świat                 | Nowy Świat                 | Nowy Świat                 | Kugellagerweg + Lutgerstraße | Nowy Świat (Widzew)    | Nowy Świat (Widzew)    | Nowy Świat (Widzew) |

### O
| Współczesna nazwa                  | 2018–1990                          | 1990–1945             | 1945–1939                        | 1933             | 1925             | 1913             |
| ---------------------------------- | ---------------------------------- | --------------------- | -------------------------------- | ---------------- | ---------------- | ---------------- |
| Oblęgorska                         | Oblęgorska                         | Oblęgorska            | Leibl / Leibstraße / Donarstraße | Oblęgorska       | Oblęgorska       | Sienkiewicza     |
| Obornicka                          | Obornicka                          | Obornicka             | Ölschlägergasse                  | Klinka           | Klinka           | Klinka           |
| Obrońców Warszawy                  | Obrońców Warszawy                  | Obrońców Warszawy     | Schlossstraße                    | Pałacowa         | Pałacowa         | Pałacowa         |
| Obrońców Westerplatte              | Obrońców Westerplatte              | Obrońców Westerplatte | Blechgasse                       | Towiańskiego     | Nowo-Łagiewnicka | Nowo-Łagiewnicka |
| Obywatelska                        | Obywatelska                        | Obywatelska           | Bürgerstraße                     | Obywatelska      | Obywatelska      | Obywatelska      |
| Odolanowska                        | Odolanowska                        | Odolanowska           | Hobelweg                         | Pryncypalna      | Pryncypalna      | Pryncypalna      |
| Odyńca Antoniego                   | Odyńca Antoniego                   | Odyńca Antoniego      | Mömpelgardstraße                 | Odyńca           | Odyńca           | Mickiewicza      |
| Ogrodowa                           | Ogrodowa                           | Ogrodowa              | Gartenstraße                     | Ogrodowa         | Ogrodowa         | Ogrodowa         |
| Okopowa                            | Okopowa                            | Okopowa               | Buchdruckergasse                 | Okopowa          | Okopowa          | Nowy Świat       |
| Okręgowa                           | Okręgowa                           | Okręgowa              | Insel-Röm-Straße                 | Piaskowa (Górna) | Piaskowa (Górna) | Piaskowa (Górna) |
| Okrzei Stefana                     | Okrzei Stefana                     | Okrzei Stefana        | Von-Einem-Straße                 | Okrzei           | Okrzei           | Polna            |
| Okudżawy Bułata                    | Batalionu Platerówek               | Batalionu Platerówek  |                                  |                  |                  |                  |
| Olsztyńska                         | Olsztyńska                         | Olsztyńska            | Gelbgiesserstraße                | Ekierta          | Ekierta          | Ekierta          |
| Organizacji Wolność i Niezawisłość | Organizacji Wolność i Niezawisłość | Bytomskiej Włady      | Matrosenstraße                   | Dworska          | Nowo-Dworska     | Nowo-Dworska     |
| Orla                               | Orla                               | Orla                  | Eisernes Tor                     | Orla             | Orla             | Orla             |
| Orzechowa                          | Orzechowa                          | Orzechowa             | Von-Manteuffel-Straße            | Orzechowa        | Orzechowa        | Orzechowa        |
| Ossendowskiego Ferdynanda          | Marii Wedmanowej                   | Marii Wedmanowej      |                                  |                  |                  |                  |
| Owsiana                            | Owsiana                            | Owsiana               | Mitaustraße                      | Owsiana          | Owsiana          | Owsiana          |
| Ozorkowska                         | Ozorkowska                         | Ozorkowska            | Göttinger Straße                 | Ozorkowska       | Ozorkowska       | Ozorkowska       |
| Opiekuńcza                         | Opiekuńcza                         | Opiekuńcza            |                                  | ks Skorupki      |                  |                  |

### P
| Współczesna nazwa                | 2018–1990                                                    | 1990–1945                                                                                          | 1945–1939                          | 1933                | 1925                | 1913                |
| -------------------------------- | ------------------------------------------------------------ | -------------------------------------------------------------------------------------------------- | ---------------------------------- | ------------------- | ------------------- | ------------------- |
| Pabianicka                       | Pabianicka                                                   | Pabianicka                                                                                         | Breslauer Straße                   | Pabianicka          | Pabianicka          | Pabianicka          |
| Paderewskiego Ignacego           | Paderewskiego Ignacego                                       | Gagarina Jurija                                                                                    | Mährische Straße                   | Kapliczna           | Kapliczna           | Kapliczna           |
| Palki Grzegorza aleja            | Palki Grzegorza (od 2007), Strykowska (do 2007)              | Strykowska                                                                                         |                                    |                     |                     |                     |
| Pankiewicza Anastazego bł.       | Pankiewicza Anastazego bł. (od 2007), Sporna (część do 2007) | Sporna                                                                                             |                                    |                     |                     |                     |
| Park Słowackiego                 | Park Słowackiego                                             | Park Słowackiego                                                                                   | Zwergpark                          | Park Wenecja        | Park Wenecja        | Park Wenecja        |
| Park Staromiejski                | Park Staromiejski                                            | Park Staromiejski                                                                                  | Tizianstraße                       | Kanałowa            | Kanałowa            | Nad Łódką           |
| Park Staszica                    | Park Staszica                                                | Park Staszica                                                                                      | Roland Park                        | Staszica park       | Staszica park       | Staszica park       |
| Park Źródliska                   | Park Źródliska                                               | Park Źródliska                                                                                     | Quellpark                          | Park Źródliska      | Park Źródliska      | Park Źródliska      |
| Parkowa                          | Parkowa                                                      | Parkowa                                                                                            | Parkstraße                         | Parkowa             | Parkowa             | Parkowa             |
| Paryska                          | Paryska                                                      | Paryska                                                                                            | Bajuvarenweg                       | Paryska             | Paryska             | Paryska             |
| Pasterska                        | Pasterska                                                    | Pasterska                                                                                          | Hirtenweg                          | Pasterska           | Spacerna            | Spacerna            |
| Pawia                            | Pawia                                                        | Pawia                                                                                              | Pfauenstraße                       | Pawia               | Pawia (Bałuty)      | Pawia (Bałuty)      |
| Perłowa                          | Perłowa                                                      | Perłowa                                                                                            | Arensburger Straße                 | Orkiszowa           | Orkiszowa           | Grzybowa            |
| Piaseczna                        | Piaseczna                                                    | Piaseczna                                                                                          | Erzgebirge                         | Piaseczna           | Piaseczna           | Piaseczna           |
| Piasta                           | Piasta                                                       | Piasta                                                                                             | Lebrecht-Müller-Straße             | Piastowskiego       | Piastowskiego       | Żabia               |
| Piastowski plac                  | Piastowski plac                                              | Pionierów plac                                                                                     | Basarplatz                         | Bazarowy pl.        | Bazarowy pl.        | Bazarowy pl.        |
| Piekarska                        | Piekarska                                                    | Piekarska                                                                                          | Bäckergasse                        | Borysza             | Borysza             | Borysza             |
| Pieniny                          | Pieniny                                                      | Pieniny (Stoki) (od 1946)                                                                          | bezimienna                         | bezimienna          | bezimienna          | bezimienna          |
| Pietrusińskiego Jana             | Pietrusińskiego Jana                                         | Pietrusińskiego Jana                                                                               | Goebenstraße                       | Włodzimierska       | Włodzimierska       | Włodzimierska       |
| Piękna                           | Piękna                                                       | Piękna                                                                                             | Gildenstraße                       | Piękna              | Piękna              | Piękna              |
| Piłsudskiego Józefa marsz. aleja | Piłsudskiego Józefa marsz. aleja                             | aleja Adama Mickiewicza (1979–1990), Główna (1956–1979), Józefa Stalina (1945–1956), Główna (1945) | Rudolf-Hess-Straße / Ostlandstraße | Główna              | Główna              | Główna              |
| Piłsudskiego Józefa marsz. aleja | Piłsudskiego Józefa marsz. aleja                             | Armii Czerwonej aleja                                                                              | Königsbacher Straße                | Rokicińska szosa    | Rokicińska szosa    | Rokicińska szosa    |
| Piotrkowska                      | Piotrkowska                                                  | Piotrkowska                                                                                        | Adolf-Hitler-Straße                | Piotrkowska         | Piotrkowska         | Piotrkowska         |
| Piotrowiczowej Marii             | Piotrowiczowej Marii                                         | Piotrowiczowej Marii                                                                               | Spenglerstraße                     | Piotrowiczowej      | Piotrowiczowej      | Kazimierza          |
| Piramowicza Grzegorza            | Piramowicza Grzegorza                                        | Piramowicza Grzegorza                                                                              | Pulvergasse                        | Piramowicza         | Piramowicza         | Olgińska            |
| Piwna                            | Piwna                                                        | Piwna                                                                                              | Bierstraße                         | Piwna               | Piwna               | Nowo-Drewnowska     |
| Plater Emilii                    | Plater Emilii                                                | Plater Emilii                                                                                      | Maxstraße / Gunterstraße           | Plater Emilii       | Odkryta             | Nowo-Odkryta        |
| Płocka                           | Płocka                                                       | Płocka                                                                                             | Fuldaer Straße                     | Płocka              | Płocka              | Płocka              |
| Pocztowa                         | Pocztowa                                                     | Pocztowa                                                                                           | Poststraße                         | Pocztowa            | Pocztowa            | Pocztowa            |
| Podmiejska                       | Podmiejska                                                   | Podmiejska                                                                                         | Bergzabernstraße                   | Podmiejska          | Podmiejska          | Dolna               |
| Podrzeczna                       | Podrzeczna                                                   | Podrzeczna                                                                                         | Am Bach                            | Podrzeczna          | Podrzeczna          | Podrzeczna          |
| Pogonowskiego Stefana kpt.       | Pogonowskiego Stefana kpt.                                   | Zakątna                                                                                            | Clausewitzstraße                   | Zakątna             | Zakątna             | Zakątna             |
| Pograniczna                      | Pograniczna                                                  | Pograniczna                                                                                        | Gotthardstraße                     | Pograniczna         | Pograniczna         | Pograniczna         |
| Pojezierska                      | Pojezierska                                                  | Pojezierska                                                                                        | Häuslerstraße                      | Häuslera            | Häuslera            | Häuslera            |
| Politechniki aleja               | Politechniki aleja                                           | Politechniki aleja                                                                                 | Ludendorffstraße                   | Żeromskiego         | Nowo-Pańska         | Nowo-Pańska         |
| Polna                            | Polna                                                        | Polna                                                                                              | Zimmermannstraße                   | Polna               | Polna               | Polna               |
| Polskiej Organizacji Wojskowej   | Polskiej Organizacji Wojskowej                               | Armii Ludowej                                                                                      | Kartätschenstraße                  | Skwerowa            | Skwerowa            | Skwerowa            |
| Pomorska                         | Pomorska                                                     | Nowotki Marcelego                                                                                  | Friedrichstraße                    | Pomorska            | Pomorska            | Średnia             |
| Popiela                          | Popiela                                                      | Popiela                                                                                            | Feilenstraße                       | Popiela             | Biała               | Biała               |
| Popiełuszki Jerzego              | Popiełuszki Jerzego                                          | Salvador Allende                                                                                   |                                    |                     |                     |                     |
| Poprzeczna                       | Poprzeczna                                                   | Poprzeczna                                                                                         | Gumbinnenstraße                    | Poprzeczna (Chojny) | Poprzeczna (Chojny) | Poprzeczna (Chojny) |
| Poranna                          | Poranna                                                      | Poranna                                                                                            | Bundschuh                          | Poranna             |                     |                     |
| Poznańska                        | Poznańska                                                    | Poznańska                                                                                          | Detmolder Straße                   | Petersburska        | Petersburska        | Petersburska        |
| Północna                         | Północna                                                     | Północna                                                                                           | Nordstraße                         | Północna            | Północna            | Północna            |
| Praska                           | Praska                                                       | Praska                                                                                             | Neuwiedstraße                      | Warszawska          | Warszawska          | Warszawska          |
| Profesorska                      | Profesorska                                                  | Profesorska                                                                                        | Hutmachergasse                     | Profesorska         | Profesorska         | Profesorska         |
| Proletariacka                    | Proletariacka                                                | Proletariacka                                                                                      | Christian-Wergau-Straße            | Hrabiowska          | Hrabiowska          | Hrabiowska          |
| Próchnika Adama dr.              | Próchnika Adama dr.                                          | Próchnika Adama dr.                                                                                | Zietenstraße                       | Zawadzka            | Zawadzka            | Zawadzka            |
| Próżna                           | Próżna                                                       | Próżna                                                                                             | Leere Gasse / Hadubrandstraße      | Próżna              |                     |                     |
| Prusa Bolesława                  | Prusa Bolesława                                              | Prusa Bolesława                                                                                    | Pfeifergasse                       | Prusa               | Prusa               | Fajfra              |
| Pryncypalna                      | Pryncypalna                                                  | Pryncypalna                                                                                        | Mündungsstraße                     | Pryncypalna (Górna) | Pryncypalna (Górna) | Pryncypalna (Górna) |
| Przedświt                        | Przedświt                                                    | Przedświt                                                                                          | Norddeich                          | Rysia (Górna)       | Rysia (Górna)       | Rysia (Górna)       |
| Przelotna                        | Przelotna                                                    | Przelotna                                                                                          | Richardstr. / Hadumothstraße       | Przelotna           |                     |                     |
| Przemysłowa                      | Przemysłowa                                                  | Przemysłowa                                                                                        | Gewerbestraße / Fauststraße        | Przemysłowa         | Przemysłowa         | Przemysłowa         |
| Przędzalniana                    | Przędzalniana                                                | Przędzalniana                                                                                      | Mark-Meissen-Straße                | Przędzalniana       | Przędzalniana       | Przędzalniana       |
| Przybyszewskiego Stanisława      | Przybyszewskiego Stanisława                                  | Przybyszewskiego Stefana                                                                           | Böhmische Linie                    | Napiórkowskiego     | Napiórkowskiego     | Zarzewska           |
| Przyszkole                       | Przyszkole                                                   | Przyszkole                                                                                         | Ardennenstraße                     | Przyszkole          | Legionowa           | Złota               |
| Pszczyńska                       | Pszczyńska                                                   | Pszczyńska                                                                                         |                                    | Poprzeczna (Stoki)  | Poprzeczna (Stoki)  | Poprzeczna (Stoki)  |
| Pszenna                          | Pszenna                                                      | Pszenna                                                                                            | Libaustraße                        | Pszenna             | Pszenna             | Pszenna             |
| Ptasia                           | Ptasia                                                       | Ptasia                                                                                             | Peter-Mutreich-Gasse               | Ptasia              | Ptasia              |                     |

### R
| Współczesna nazwa               | 2018–1990                       | 1990–1945                         | 1945–1939                 | 1933                                         | 1925                       | 1913                 |
| ------------------------------- | ------------------------------- | --------------------------------- | ------------------------- | -------------------------------------------- | -------------------------- | -------------------- |
| Radlińskiej Heleny              | Radlińskiej Heleny              | Wolff Heleny + Radlińskiej Heleny | Udostraße                 | Rozwadowskiego                               |                            |                      |
| Radogoszcz                      | Radogoszcz                      | Radogoszcz                        | Radegast                  | Radogoszcz                                   | Radogoszcz                 | Radogoszcz           |
| Radomska                        | Radomska                        | Radomska                          | Bingenstraße              | Radomska                                     | Radomska                   | Radomska             |
| Radwańska                       | Radwańska                       | Świerczewskiego Karola            | Erhard-Patzer-Straße      | Radwańska                                    | Radwańska                  | Radwańska            |
| Rajska                          | Rajska                          | Rajska                            | Mechanikerstraße          | Mackiewicza ks.                              | Mackiewicza ks.            | Łąkowa (Bałuty)      |
| Rawska                          | Rawska                          | Rawska                            | Krefelder Straße          | Rawska                                       | Rawska                     | Rawska               |
| Reja Mikołaja                   | Reja Mikołaja                   | Reja Mikołaja                     | Baldurstraße              | Reja                                         | Reja                       | Stanisława           |
| Rejtana Tadeusza                | Rejtana Tadeusza                | Rejtana Tadeusza                  | Hasencleverstraße         | Żurawia                                      | Huzarska                   | Rokicie Stare        |
| Rembielińskiego Rajmunda        | Rembielińskiego Rajmunda        | Rembielińskiego Rajmunda          | Josef-Bernth-Straße       | Nowo-Radwańska                               | Nowo-Radwańska             | Nowo-Radwańska       |
| Rentowna                        | Rentowna                        | Rentowna                          | Alsenstraße               | Obywatelska (Chojny)                         | Obywatelska (Chojny)       | Obywatelska (Chojny) |
| Retkinia                        | Retkinia                        | Retkinia                          | Erzhausen                 | Retkinia                                     | Retkinia                   | Retkinia             |
| Retkińska                       | Retkińska                       | Retkińska                         | Reckstraße                | Retkińska                                    | Retkińska                  | Grzeczna             |
| Retkińska + część Obywatelskiej | Retkińska + część Obywatelskiej | Retkińska + część Obywatelskiej   | Bürgerstraße + Reckstraße | Retkińska + część Obywatelskiej              | Retkińska                  | Retkińska            |
| Retkińska (północna część)      | Retkińska (północna część)      | Retkińska (północna część)        | Reckstraße                | Retkińska (północna część)                   | Retkińska (północna część) | Równości             |
| Rewolucji 1905 roku             | Rewolucji 1905 roku             | Rewolucji 1905 roku               | Zietenstraße              | Południowa                                   | Południowa                 | Południowa           |
| Reymonta Władysława plac        | Reymonta Władysława plac        | Reymonta Władysława plac          | Friesenplatz              | Reymonta plac                                | Reymonta plac              | Górny Rynek          |
| Rodzeństwa Schollów             | Heleny Wolff                    | Heleny Wolff                      |                           |                                              |                            |                      |
| Rodziny Poznańskich             |                                 |                                   |                           |                                              |                            |                      |
| Rokicińska                      | Rokicińska                      | Rokicińska                        | Königsbacher Straße       | Rokicińska                                   | Rokicińska                 | Rokicińska           |
| Romskich Ofiar Getta Łódzkiego  | Przodowników Pracy              | Przodowników Pracy                |                           |                                              |                            |                      |
| Roosevelta Franklina Delano     | Roosevelta Franklina Delano     | Roosevelta Franklina Delano       | Lutherstraße              | Ewangelicka (od 1934 Pierackiego Bronisława) | Ewangelicka                | Ewangelicka          |
| Różana                          | Różana                          | Różana                            | Kämmereistraße            | Różana                                       | Różana                     | Różana               |
| Ruska                           | Ruska                           | Ruska                             | Suevenweg                 | Ruska                                        | Ruska                      | Ruska                |
| Rybna                           | Rybna                           | Rybna                             | Fischstraße               | Rybna / Starka                               | Starka / Rybna             | Starka / Rybna       |
| Rydza-Śmigłego Edwarda marsz.   | Rydza-Śmigłego Edwarda marsz.   | Promińskiego Jana                 | Würzburger Straße         | Demokratyczna                                | Demokratyczna              | Piękna               |
| Rydza-Śmigłego Edwarda marsz.   | Rydza-Śmigłego Edwarda marsz.   | Promińskiego Jana                 | Eylaustraße               | Wandy                                        | Wandy                      | Wandy                |
| Rzeszowska                      | Rzeszowska                      | Rzeszowska                        | Artilleriestraße          | Rzeszowska                                   | Rzeszowska                 | Rzeszowska           |
| Rzgowska                        | Rzgowska                        | Rzgowska                          | Heerstraße                | Rzgowska                                     | Rzgowska                   | Rzgowska             |

### S
| Współczesna nazwa                               | 2018–1990                                       | 1990–1945                  | 1945–1939                                   | 1933                  | 1925                  | 1913                         |
| ----------------------------------------------- | ----------------------------------------------- | -------------------------- | ------------------------------------------- | --------------------- | --------------------- | ---------------------------- |
| Sacharowa Andrzeja                              | Gorkiego Maksyma                                | Gorkiego Maksyma (od 1976) | nie istniała                                | nie istniała          | nie istniała          | nie istniała                 |
| Sadowa                                          | Sadowa                                          | Sadowa                     | Drechslergasse                              | Sadowa                | Sadowa                | Sadowa                       |
| Sanocka                                         | Sanocka                                         | Sanocka                    | Kurlandstraße                               | Nowo-Pabianicka       | Nowo-Pabianicka       | Nowo-Pabianicka              |
| Sarnia                                          | Sarnia                                          | Sarnia                     | Teutonenweg                                 | Odeska                | Odeska                | Odeska                       |
| Senatorska                                      | Senatorska                                      | Strzelczyka Józefa         | Krefelder Straße                            | Senatorska            | Senatorska            | Senatorska (Nowo-Senatorska) |
| Sędziowska                                      | Sędziowska                                      | Sędziowska                 | Schneestraße                                | Szneja                | Szneja                | Szneja                       |
| Sępia                                           | Sępia                                           | Sępia                      | Irmhildweg                                  | Nowo-Kolejowa         | Nowo-Kolejowa         | Nowo-Kolejowa                |
| Siedlecka                                       | Siedlecka                                       | Siedlecka                  | Marburger Straße                            | Siedlecka             | Siedlecka             | Siedlecka                    |
| Siemiradzkiego Henryka                          | Siemiradzkiego Henryka                          | Siemiradzkiego Henryka     | Darmstädter Straße                          | Podgórna              | Podgórna              |                              |
| Sienkiewicza Henryka                            | Sienkiewicza Henryka                            | Sienkiewicza Henryka       | König-Heinrich-Straße                       | Sienkiewicza          | Sienkiewicza          | Mikołajewska                 |
| Sienkiewicza Henryka                            | Sienkiewicza Henryka                            | Boczna                     | Seitenstraße                                | Boczna                | Boczna                | Boczna                       |
| Sieradzka                                       | Sieradzka                                       | Sieradzka                  | Trierer Straße                              | Sieradzka             | Sieradzka             | Sieradzka                    |
| Sierakowskiego Zygmunta                         | Sierakowskiego Zygmunta                         | Sierakowskiego Zygmunta    | Bauführerstraße                             | Sierakowskiego        | Sierakowskiego        | Bicha + Jakobi + Złota       |
| Siewierskiego Mieczysława                       | Jaszuńskiego Salomona                           | Jaszuńskiego Salomona      |                                             |                       |                       |                              |
| Siewna                                          | Siewna                                          | Siewna                     | Rigastraße                                  | Siewna                | Siewna                | Siewna                       |
| Skargi Piotra                                   | Skargi Piotra                                   | Skargi Piotra              | Kanalstraße                                 | Nad Jesienią          | Woronicza             | Biała                        |
| Skargi Piotra                                   | Skargi Piotra                                   | Skargi Piotra              | Südring                                     | Skargi ks.            | Skargi ks.            | Tuszyńska                    |
| Skierniewicka                                   | Skierniewicka                                   | Skierniewicka              | Ortelsburger Straße                         | Skierniewicka         | Skierniewicka         | Skierniewicka                |
| Składowa                                        | Składowa                                        | Składowa                   | Lagerstraße                                 | Składowa              | Składowa              | Składowa                     |
| Skłodowskiej-Curie Marii                        | Skłodowskiej-Curie Marii                        | Skłodowskiej-Curie Marii   | Boelckestraße                               | Podleśna              | Podleśna              | Podleśna                     |
| Skorupki Ignacego ks. hm.                       | Skorupki Ignacego ks. hm.                       | Worcella Stanisława        | Albert-Breyer-Straße                        | Skorupki Ignacego ks. | Skorupki Ignacego ks. | Placowa                      |
| Skrzywana Stefana inż.                          | Skrzywana Stefana inż.                          | Skrzywana Stefana inż.     | Artur-Meister-Straße                        | Staro-Wólczańska      | Staro-Wólczańska      | Staro-Wólczańska             |
| Skury-Skoczyńskiego Bronisława „Robotnika” por. | Skury-Skoczyńskiego Bronisława „Robotnika” por. | Liebknechta Karola         | Braune Gasse                                | Lwowska               | Lwowska               | Krótko-Franciszkańska        |
| Słowiańska                                      | Słowiańska                                      | Słowiańska                 | Gelsenkirchener Straße                      | Słowiańska            | Słowiańska            | Słowiańska                   |
| Smocza                                          | Smocza                                          | Smocza                     | Thüringer Straße                            | Smocza                | Smocza                | Smocza                       |
| Smugowa                                         | Smugowa                                         | Smugowa                    | Veit-Stoss-Straße / Lindwurmstraße          | Smugowa               | Smugowa               | Smugowa                      |
| Smutna                                          | Smutna                                          | Smutna                     | Loreleistraße                               | Smutna                | Smutna                | Smutna                       |
| Snycerska                                       | Snycerska                                       | Snycerska                  | Blattbindergasse                            | Lotnicza              | Kielbacha (Kalbacha)  | Kielbacha (Kalbacha)         |
| Sokola                                          | Sokola                                          | Sokola                     | Falkenweg (1940) Altmarkstrasse (1940–1945) | Sokola                | Sokola                | Sokoła                       |
| Solec                                           | Solec                                           | Solec                      | Baltenstraße                                | Solec                 | Solec                 | Solec                        |
| Solidarności Walczącej                          | Zapały Bronisława                               | Zapały Bronisława          |                                             |                       |                       |                              |
| Solna                                           | Solna                                           | Solna                      | Standartenstraße                            | Solna                 | Solna                 | Solna                        |
| Sosnowa                                         | Sosnowa                                         | Sosnowa                    | Bochumer Straße                             | Sosnowa               | Sosnowa               | Sosnowa                      |
| Sowia                                           | Sowia                                           | Sowia                      | Wilhelm-Heppner-Straße                      | Sowia                 | Sowia                 |                              |
| Sowińskiego Józefa gen.                         | Sowińskiego Józefa gen.                         | Sowińskiego Józefa gen.    | Flurweg                                     | Sowińskiego           |                       |                              |
| Spacerowa                                       | Spacerowa                                       | Spacerowa                  | Reigergasse                                 | Spacerowa             | Spacerowa (Bałuty)    | Spacerowa (Bałuty)           |
| Sporna                                          | Sporna                                          | Sporna                     | Wotanstraße + Landsknechtstraße             | Sporna                | Sporna                | Sporna                       |
| Sprawiedliwa                                    | Sprawiedliwa                                    | Sprawiedliwa               | Schirrmeisterstraße                         | Konopnickiej          | Konopnickiej          | Graniczna                    |
| Srebrna                                         | Srebrna                                         | Srebrna                    | Silberstraße                                | Srebrna               | Srebrna               | Srebrna                      |
| Srebrzyńska                                     | Srebrzyńska                                     | Srebrzyńska                | Gartenstraße                                | Srebrzyńska           | Srebrzyńska           | Srebrzyńska                  |
| Starosikawska                                   | Starosikawska                                   | Starosikawska              | Krimhildstraße                              | Starosikawska         | Starosikawska         | Starosikawska                |
| Stary Rynek                                     | Stary Rynek                                     | Stary Rynek                | Altmarkt                                    | Stary Rynek           | Stary Rynek           | Stary Rynek                  |
| Staszica Stanisława                             | Staszica Stanisława                             | Staszica Stanisława        | Hertastraße / Brunhildstraße                | Staszica              | Nowo-Marysińska       | Nowo-Marysińska              |
| Stefana                                         | Stefana                                         | Stefana                    | Wirkergasse                                 | Stefana               | Stefana               | Stefana                      |
| Sterlinga Seweryna dr.                          | Sterlinga Seweryna dr.                          | Sterlinga Seweryna dr.     | Robert-Koch-Straße                          | Nowo-Targowa          | Nowo-Targowa          | Targowa                      |
| Stoki                                           | Stoki                                           | Stoki                      | Stockhof                                    | Stoki                 | Stoki                 | Stoki                        |
| Stolarska (skrócona)                            | Stolarska (skrócona)                            | Stolarska (skrócona)       | Tischlerstraße                              | Stolarska             | Stolarska             | Stolarska                    |
| Strajku Łódzkich Studentów 1981 r.              | Rodzeństwa Fibaków                              | Rodzeństwa Fibaków         |                                             |                       |                       |                              |
| Struga Andrzeja                                 | Struga Andrzeja                                 | Struga Andrzeja            | Meisterhausstraße                           | Andrzeja              | Andrzeja              | Andrzeja                     |
| Strumykowa                                      | Strumykowa                                      | Strumykowa                 | Farnweg                                     | Strumykowa            |                       |                              |
| Strykowska                                      | Strykowska                                      | Strykowska                 | Elbestraße + Tiefland                       | Mariańska             | Mariańska             | Mariańska                    |
| Sucha                                           | Sucha                                           | Sucha                      | Cimbernweg                                  | Sucha                 | Sucha                 | Sucha                        |
| Sucharskiego Henryka mjr.                       | Sucharskiego Henryka mjr.                       | Sucharskiego Henryka mjr.  | Krimhildstraße                              | Sikawska              | Sikawska              | Sikawska                     |
| Sukiennicza                                     | Sukiennicza                                     | Sukiennicza                | Kachlergasse                                | Sukiennicza           |                       |                              |
| Sułkowskiego Józefa gen.                        | Sułkowskiego Józefa gen.                        | Sułkowskiego Józefa gen.   | Dragonerstraße                              | Biedermana            | Biedermana            | Biedermana                   |
| Suwalska                                        | Suwalska                                        | Suwalska                   | Bonner Straße                               | Suwalska              | Suwalska              | Suwalska                     |
| Syrokomli Władysława                            | Syrokomli Władysława                            | Syrokomli Władysława       | Marsstraße                                  | Wiśniowa              | Wiśniowa              | Przeciętna                   |
| Szara                                           | Szara                                           | Szara                      | Burgerstraße                                | Szara                 | Szara                 | Szara                        |
| Szendzielarza Zygmunta „Łupaszki” mjr.          | Szendzielarza Zygmunta „Łupaszki” mjr.          | Lampego Alfreda            | Runde Gasse                                 | Wincentego św.        | Wincentego św.        | Wincentego św.               |
| Szewska                                         | Szewska                                         | Szewska                    | Schustergasse                               | Szewska               |                       |                              |
| Szklana                                         | Szklana                                         | Szklana                    | Trödlergasse                                | Szklana               | Wspólna               | Wspólna                      |
| Szpitalna                                       | Szpitalna                                       | Szpitalna                  | Hildastraße                                 | Szpitalna (Widzew)    | Szpitalna (Widzew)    | Szpitalna (Widzew)           |
| Szymonowicza Szymona                            | Szymonowicza Szymona                            | Szymonowicza Szymona       | Altvaterweg                                 | Szefera               | Szefera               | Szefera                      |

### Ś
| Współczesna nazwa | 2018–1990 | 1990–1945 | 1945–1939     | 1933      | 1925   | 1913        |
| ----------------- | --------- | --------- | ------------- | --------- | ------ | ----------- |
| Śląska            | Śląska    | Śląska    | Grazer Straße | Śląska    | Śląska | Julianowska |
| Świerkowa         | Świerkowa | Świerkowa | Fichtenweg    | Świerkowa |        |             |

### T
| Współczesna nazwa                 | 2018–1990                         | 1990–1945                   | 1945–1939                  | 1933                 | 1925                 | 1913                 |
| --------------------------------- | --------------------------------- | --------------------------- | -------------------------- | -------------------- | -------------------- | -------------------- |
| Tamka                             | Tamka                             | Tamka                       | Florian-Geyer-Straße       | Morska               | Morska               | Morska               |
| Targowa                           | Targowa                           | Targowa                     | Robert-Koch-Straße         | Targowa              | Targowa              | Nowo-Targowa         |
| Tarnowska                         | Tarnowska                         | Tarnowska                   | Pionierstraße              | Tarnowska            | Tarnowska            | Tarnowska            |
| Tatrzańska                        | Tatrzańska                        | Tatrzańska                  | Braunauer Straße           | Tatrzańska           | Tatrzańska           | Graniczna            |
| Teodora                           | Teodora                           | Teodora                     | Volkmarstraße              | Teodora              | Teodora              | Teodora              |
| Tkacka                            | Tkacka                            | Tkacka                      | Skagerakstraße             | Tkacka               | Tkacka               | Tkacka               |
| Tokarska                          | Tokarska                          | Tokarska                    | Richterstraße              | Mickiewicza (Bałuty) | Mickiewicza (Bałuty) | Mickiewicza (Bałuty) |
| Tokarzewskiego Michała gen.       | Tokarzewskiego Michała gen.       | Tokarzewskiego Michała gen. | Goldschmiedegasse          | Tokarzewskiego       | Tokarzewskiego       | Stare Bałuty         |
| Towarowa + Włókniarzy aleja       | Towarowa + Włókniarzy aleja       | Towarowa + Włókniarzy aleja | Straße Heinrichs-des-Löwen | Towarowa             | Towarowa             | Towarowa             |
| Tramwajowa                        | Tramwajowa                        | Tramwajowa                  | Liststraße                 | Tramwajowa           | Tramwajowa           | Tramwajowa           |
| Traugutta Romualda gen.           | Traugutta Romualda gen.           | Traugutta Romualda gen.     | Straße der 8. Armee        | Kolejowa             | Kolejowa             | Kolejowa             |
| Traugutta Romualda gen.           | Traugutta Romualda gen.           | Traugutta Romualda gen.     | Straße der 8. Armee        | Traugutta            | Traugutta            | Krótka               |
| Trenknera Henryka                 | Trenknera Henryka                 | Trenknera Henryka           | Zochnergasse               | Trelenberga          | Trelenberga          | Trelenberga          |
| Trębacka                          | Trębacka                          | Trębacka                    | Fanöstraße                 | Trębacka (Chojny)    | Trębacka (Chojny)    | Trębacka (Chojny)    |
| Tunelowa (część)                  | Tunelowa (część)                  | Tunelowa (część)            | Hilmarweg                  | Tunelowa             | Tunelowa             | Tunelowa             |
| Tuszyńska                         | Tuszyńska                         | Tuszyńska                   | Frankenstraße              | Tuszyńska            | Tuszyńska            | Tuszyńska            |
| Tuwima Juliana                    | Tuwima Juliana                    | Tuwima Juliana              | Meisterhausstraße          | Przejazd             | Przejazd             | Przejazd             |
| Tylna                             | Tylna                             | Tylna                       | Bronkenhoffstraße          | Tylna                | Tylna                | Tylna                |
| Tymienieckiego Wincentego ks. bp. | Tymienieckiego Wincentego ks. bp. | 8-ego Marca                 | Nibelungenstraße           | Emilii               | Emilji św.           | Emilji św.           |
| Tyrmanda Leopolda                 | Wandurskiego Witloda              | Wandurskiego Witloda        |                            |                      |                      |                      |

### U
| Współczesna nazwa          | 2018–1990                  | 1990–1945                  | 1945–1939     | 1933       | 1925     | 1913     |
| -------------------------- | -------------------------- | -------------------------- | ------------- | ---------- | -------- | -------- |
| Unii Lubelskiej aleja      | Unii Lubelskiej aleja      | Unii aleja                 | Sportallee    | Unii al.   | Unii al. | Unii al. |
| Uniwersytecka + Strykowska | Uniwersytecka + Strykowska | Uniwersytecka + Strykowska | Trommelstraße | Trębacka   | Trębacka | Trębacka |
| Urzędnicza                 | Urzędnicza                 | Urzędnicza                 | Reiterstraße  | Urzędnicza | Rajtera  | Rajtera  |

### W
| Współczesna nazwa                        | 2018–1990                                                 | 1990–1945                                                                     | 1945–1939                           | 1933                | 1925               | 1913                   |
| ---------------------------------------- | --------------------------------------------------------- | ----------------------------------------------------------------------------- | ----------------------------------- | ------------------- | ------------------ | ---------------------- |
| Wacława                                  | Wacława                                                   | Wacława                                                                       | Tilsiter Straße                     | Wacława             | Wacława            | Wacława                |
| Walentynowicz Anny                       | Tatarkówny-Majkowskiej Michaliny (od 2005)                |                                                                               |                                     |                     |                    |                        |
| Wapienna                                 | Wapienna                                                  | Wapienna                                                                      | Beselerstraße                       | Wapienna            | Wapienna           | Promyka                |
| Warneńska                                | Warneńska                                                 | Warneńska                                                                     | Kürassierstraße                     | Grabskiego          | Grabskiego         | Grabskiego             |
| Waryńskiego Ludwika                      | Waryńskiego Ludwika                                       | Hibnera Władysława                                                            | Schildgasse                         | Waryńskiego         | Waryńskiego        | Polna                  |
| Wawelska                                 | Wawelska                                                  | Wawelska                                                                      | Sattlergasse                        | Wawelska            | Wawelska           | Wspólna                |
| Wayne’a Johna                            | Borowiakowej Tekli                                        | Borowiakowej Tekli                                                            |                                     |                     |                    |                        |
| Wąska                                    | Wąska                                                     | Wąska                                                                         | Schmale Gasse                       | Wąska               | Wąska              | Wąska                  |
| Weselna                                  | Weselna                                                   | Weselna                                                                       | Flehberger Straße                   | Weselna (Stoki)     | Weselna (Stoki)    | Weselna (Stoki)        |
| Wesoła                                   | Wesoła                                                    | Wesoła                                                                        | Dellwormstraße                      | Wesoła (Górna)      |                    |                        |
| Węglowa                                  | Węglowa                                                   | Węglowa                                                                       | Kohlenstraße                        | Węglowa             | Węglowa            | Węglowa                |
| Widok                                    | Widok                                                     | Widok                                                                         | Rungestraße / Thorstraße            | Widok               | Widok              | Widok                  |
| Widzew                                   | Widzew                                                    | Widzew                                                                        | Friedrichshagen                     | Widzew              | Widzew             | Widzew                 |
| Widzewska                                | Widzewska                                                 | Widzewska                                                                     | Dynamostraße + Arnhartstraße        | Graniczna           | Graniczna          | Graniczna              |
| Wieczność                                | Wieczność                                                 | Wieczność                                                                     | Binsenweg                           | Szlachecka          | Szlachecka         | Szlachecka             |
| Wiejska                                  | Wiejska                                                   | Wiejska                                                                       | Aribertstraße                       | Wiejska (Widzew)    | Wiejska (Widzew)   | Wiejska (Widzew)       |
| Wierzbowa                                | Wierzbowa                                                 | Wierzbowa                                                                     | Hochmeisterstraße                   | Wierzbowa           | Wierzbowa          | Wierzbowa              |
| Więckowskiego Stanisława płk. dr.        | Więckowskiego Stanisława płk. dr.                         | Więckowskiego Stanisława płk. dr.                                             | Moltkestraße                        | Śródmiejska         | Nowa-Cegielniana   | Nowa Cegielniana       |
| Wigury Stanisława                        | Wigury Stanisława                                         | Wigury Stanisława                                                             | Ulrich-von-Hütten-Straße            | Pusta               | Pusta              | Pusta                  |
| Wilanowska                               | Wilanowska                                                | Wilanowska                                                                    | Helgastraße                         | Wilanowska          | Wilanowska         | Wilanowska             |
| Wilcza                                   | Wilcza                                                    | Wilcza                                                                        | Westgotenstraße                     | Wilcza              | Wilcza             | Wilcza                 |
| Wileńska                                 | Wileńska                                                  | Fornalskiej Małgorzaty                                                        | Seglerstraße                        | Wileńska            | Wileńska           | Szlachecka             |
| Winna                                    | Winna                                                     | Winna                                                                         | Chattenweg                          | Winna               | Winna              | Winna                  |
| Włościańska                              | Włościańska                                               | Włościańska                                                                   | Bauernweg                           | Włościańska         | Włościańska        | Włościańska            |
| Włókiennicza                             | Włókiennicza                                              | Włókiennicza                                                                  | Von-Stein-Straße                    | Kamienna            | Kamienna           | Kamienna               |
| Włókniarzy aleja                         | Włókniarzy aleja                                          | Włókniarzy aleja                                                              | Straße Heinrichs-des-Löwen          | Kolejowa (Kaliska)  | Kolejowa (Kaliska) | Kolejowa (Kaliska)     |
| Włókniarzy aleja                         | Włókniarzy aleja                                          | Włókniarzy aleja                                                              | Falkenhaynstraße                    | Letnia              | Letnia             | Letnia                 |
| Wodna                                    | Wodna                                                     | Wodna                                                                         | Askanierstraße                      | Wodna               | Wodna              | Wodna                  |
| Wojska Polskiego                         | Wojska Polskiego                                          | Wojska Polskiego                                                              | Sulzfelder Straße                   | Brzezińska          | Brzezińska         | Brzezińska             |
| Wolborska                                | Wolborska                                                 | Wolborska                                                                     | Rauchgasse                          | Wolborska           | Wolborska          | Wolborska              |
| Wolborska (część)                        | Wolborska (część)                                         | Wolborska (część)                                                             | Rubensstraße                        | Jerozolimska        | Jerozolimska       | Jerozolimska           |
| Wolna                                    | Wolna                                                     | Wolna                                                                         | Steinhauerstraße                    | Wolna               | Wolna              | Wolna                  |
| Wolności plac                            | Wolności plac                                             | Wolności plac                                                                 | Deutschlandplatz                    | Wolności pl.        | Wolności pl.       | Nowy Rynek             |
| Wołowa                                   | Wołowa                                                    | Wołowa                                                                        | Gottlieb-Hausmann-Straße            | Wołowa              | Wołowa             | Wołowa                 |
| Wójtowska                                | Wójtowska                                                 | Wójtowska                                                                     | Elbsandsteingebirge                 | Wójtowska           | Wójtowska          | Wójtowska              |
| Wólczańska                               | Wólczańska                                                | Wólczańska                                                                    | Spinnlinie                          | Wólczańska          | Wólczańska         | Wólczańska             |
| Wrocławska                               | Wrocławska                                                | Wrocławska                                                                    | Sudetenstraße                       | Wrocławska          | Wrocławska         | Ciemna (Bałuty)        |
| Wróbla                                   | Wróbla                                                    | Wróbla                                                                        | Sperlinggasse / Fahrergasse         | Wróbla              | Wróbla             | Wróbla                 |
| Wróblewskiego Walerego gen.              | Wróblewskiego Walerego gen.                               | Wróblewskiego Walerego gen.                                                   | Sängerstraße                        | Kątna               | Kątna              | Kątna                  |
| Wróblewskiego Walerego gen.              | Wróblewskiego Walerego gen.                               | Wróblewskiego Walerego gen.                                                   | Fünfkampfstraße                     | Nowo-Kątna          | Nowo-Kątna         | Nowo-Kątna             |
| Wrześnieńska + Powstańców Wielkopolskich | Wrześnieńska + Powstańców Wielkopolskich                  | Wrześnieńska + Powstańców Wielkopolskich                                      | Königsberger Str./Kleingartenstraße | Wrześnieńska        | Wrześnieńska       | Ciemna                 |
| Wschodnia                                | Wschodnia                                                 | Wschodnia                                                                     | Oststraße                           | Piłsudskiego Józefa | Wschodnia          | Wschodnia              |
| Wspólna                                  | Wspólna                                                   | Wspólna                                                                       | Winzerweg                           | Wspólna             | Wspólna            | Wspólna (p. Pocztowej) |
| Współzawodnicza                          | Współzawodnicza                                           | Współzawodnicza                                                               | Sackgasse                           | Krótko-Lwowska      | Krótko-Lwowska     | Krótko-Lwowska         |
| Wujaka Zdzisława ks.                     | Wujaka Zdzisława ks. (od 2007), Przyjaźni aleja (do 2007) | Przyjaźni aleja (od 1976)                                                     |                                     |                     |                    |                        |
| Wysockiego Piotra                        | Wysockiego Piotra                                         | Wysockiego Piotra                                                             | Badenveiler Straße                  | Wysockiego          | Wysockiego         | Leśna                  |
| Wysoka                                   | Wysoka                                                    | Wysoka                                                                        | Schauenburgstraße                   | Wysoka              | Wysoka             | Wysoka                 |
| Wyszyńskiego Stefana, ks. kard. aleja    | Wyszyńskiego Stefana, ks. kard. aleja                     | Thälmanna Ernsta (część wschodnia) + Marchlewskiego Juliana (część zachodnia) |                                     |                     |                    |                        |
| Wyższa                                   | Wyższa                                                    | Wyższa                                                                        | Füssener Weg                        | Wyższa              | Wyższa             | Wyższa                 |

### Z
| Współczesna nazwa       | 2018–1990                                                 | 1990–1945               | 1945–1939                                           | 1933               | 1925               | 1913               |
| ----------------------- | --------------------------------------------------------- | ----------------------- | --------------------------------------------------- | ------------------ | ------------------ | ------------------ |
| Zachodnia               | Zachodnia                                                 | Zachodnia               | Hermann-Göring-Straße                               | Zachodnia          | Zachodnia          | Zachodnia          |
| Zachodnia (część)       | Zachodnia (część)                                         | Wieńcowa                | Lustige Gasse                                       | Wesoła (Bałuty)    | Wesoła (Bałuty)    | Wesoła (Bałuty)    |
| Zachodnia (część)       | Zachodnia (część)                                         | Zachodnia (część)       | Scheunengasse                                       | Stodolniana        | Stodolniana        | Stodolniana        |
| Zachodnia (część)       | Zachodnia (część)                                         | Masarska                | Storchengasse                                       | Masarska           | Fajfra             | Fajfra             |
| Zagajnikowa             | Zagajnikowa                                               | Zagajnikowa             | Bernhardtstraße / Odalweg                           | Zagajnikowa        | Przemysłowa        | Przemysłowa        |
| Zagraniczna (część)     | Zagraniczna (część)                                       | Zagraniczna (część)     | Baltrum                                             | Pawia (Górna)      | Pawia (Górna)      | Pawia (Górna)      |
| Zamenhofa               | Zamenhofa                                                 | Zamenhofa               | Horst-Wessel-Straße                                 | Zamenhofa          | Zamenhofa          | Rozwadowska        |
| Zaolziańska             | Zaolziańska                                               | Zaolziańska             | Bergstraße                                          | Wiadukt            | Mostowa (Chojny)   | Mostowa (Chojny)   |
| Zapolskiej Gabrieli     | Zapolskiej Gabrieli                                       | Zapolskiej Gabrieli     | Braunauer Straße                                    | Nowo-Miła          | Nowo-Miła          | Nowo-Miła          |
| Zarzewska               | Zarzewska                                                 | Zarzewska               | Trierer Straße                                      | Nowo-Zarzewska     | Nowo-Zarzewska     | Nowo-Zarzewska     |
| Zana Tomasza            | Zana Tomasza                                              | Zana Tomasza            | Bunkergasse                                         | Zana               | Zana               | Chłodna            |
| Zawiszy Czarnego        | Zawiszy Czarnego                                          | Zawiszy Czarnego        | Inselstraße                                         | Zawiszy            | Zawiszy            | Zawadzka (Bałuty)  |
| Zdrowie                 | Zdrowie                                                   | Zdrowie                 | Morserstraße                                        | Zdrowie            | Zdrowie            | Zdrowie            |
| Zduńska                 | Zduńska                                                   | Zduńska                 | Töpfergasse                                         | Teppera            | Teppera            | Teppera            |
| Zelwerowicza Aleksandra | Zelwerowicza Aleksandra                                   | Zelwerowicza Aleksandra | Falklandstraße                                      | Mostowa            | Mostowa            | Mostowa            |
| Zgierska                | Zgierska                                                  | Zgierska                | Hohensteiner Straße                                 | Zgierska           | Zgierska           | Zgierska           |
| Zielna                  | Zielna                                                    | Zielna                  | Kräutergasse                                        | Zielna             | Szmaragdowa (?)    | Zielna             |
| Zielona                 | Zielona                                                   | Zielona                 | Schlageterstraße                                    | Legionów           | Zielona            | Zielona            |
| Zimna                   | Zimna                                                     | Zimna                   | Graupengasse (?)                                    | Zimna              | Zimna              | Zimna              |
| Złota                   | Złota                                                     | Złota                   | Hermann Billung Str. (1940–1945), Gold Gasse (1940) | Złota              | Złota              | Złota              |
| Złotnicza               | Złotnicza (od 1999), Kurasia Józefa „Ognia” mjr (do 1999) | Luksemburg Róży         | Frohe Gasse                                         | Hoża               | Przy Kielma        | Przy Kielma        |
| Zmienna                 | Zmienna                                                   | Zmienna                 | Walpurgisweg                                        | Droga na Rogi      | Droga na Rogi      | Droga na Rogi      |
| Zofii                   | Zofii                                                     | Zofii                   | Sophienstraße                                       | Zofii              | Zofji              | Zofji              |
| Zwycięstwa plac         | Zwycięstwa plac                                           | Zwycięstwa plac         | Wasserring                                          | Wodny Rynek        | Wodny Rynek        | Wodny Rynek        |
| Zygmuntowska            | Zygmuntowska                                              | Zygmuntowska            | Brockenstraße                                       | Zygmuntowska       | Zygmuntowska       | Poprzeczna         |
| Zyndrama Mikołaja       | Zyndrama Mikołaja                                         | Zyndrama Mikołaja       | Grenadierstraße                                     | Prywatna (Zdrowie) | Prywatna (Zdrowie) | Prywatna (Zdrowie) |

### Ź
| Współczesna nazwa | 2018–1990 | 1990–1945 | 1945–1939                   | 1933     | 1925     | 1913     |
| ----------------- | --------- | --------- | --------------------------- | -------- | -------- | -------- |
| Źródłowa          | Źródłowa  | Źródłowa  | Am Quell / Kyffhäuserstraße | Źródłowa | Źródłowa | Źródłowa |

### Ż
| Współczesna nazwa                        | 2018–1990                                | 1990–1945                                | 1945–1939                | 1933                 | 1925                 | 1913                 |
| ---------------------------------------- | ---------------------------------------- | ---------------------------------------- | ------------------------ | -------------------- | -------------------- | -------------------- |
| Żabia                                    | Żabia                                    | Żabia                                    | Froschweg / Packerstraße | Żabia                | Żabia                | Żabia (Bałuty)       |
| Żeglarska                                | Żeglarska                                | Żeglarska                                | Schiffsbauergasse        | Golca (przy Teppera) | Golca (przy Teppera) | Golca (przy Teppera) |
| Żelazna                                  | Żelazna                                  | Żelazna                                  | Markomannenstraße        | Żelazna              | Żelazna              | Żelazna              |
| Żeligowskiego Lucjana                    | Żeligowskiego Lucjana                    | Żeligowskiego Lucjana                    | Gneisenaustraße          | Leszno               | Leszno               | Leszno               |
| Żeromskiego Stefana + Politechniki aleja | Żeromskiego Stefana + Politechniki aleja | Żeromskiego Stefana + Politechniki aleja | Ludendorffstraße         | Żeromskiego          | Pańska               | Pańska               |
| Żurawia                                  | Żurawia                                  | Żurawia                                  | Kranichweg               | Żurawia              | Żurawia              | Żurawia (Bałuty)     |
| Żwirki Franciszka                        | Żwirki Franciszka                        | Żwirki Franciszka                        | Ulrich-von-Hütten-Straße | Św. Karola           | Św. Karola           | Św. Karola           |
| Żytnia                                   | Żytnia                                   | Żytnia                                   | Korngasse                | Żytnia               | Żytnia               | Żytnia               |
| Żywotna (część)                          | Żywotna (część)                          | Żywotna (część)                          | Langeoog                 | Niecała (Górna)      | Niecała (Górna)      | Niecała (Górna)      |